# Premiul Tony pentru cea mai bună actriță într-un musical
Premiul Tony pentru cea mai bună actriță într-un rol principal dintr-un musical (în engleză Tony Award for Best Actress in a Musical) este un premiu Tony acordat actriței votate drept cea mai bună într-un musical, indiferent de recenzii.

## Câștigătoare și nominalizate

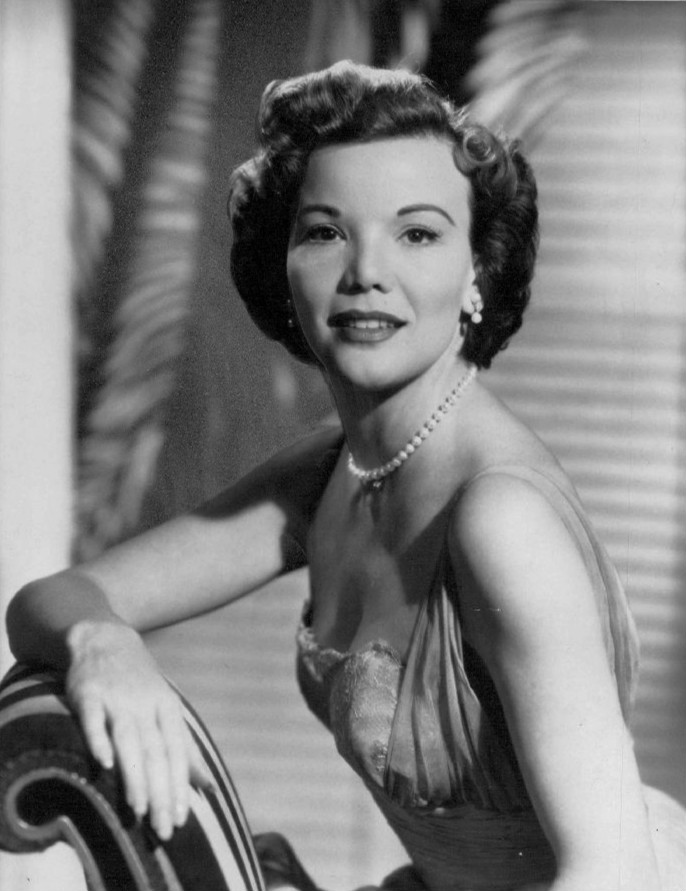
Nanette Fabray a câștigat pentru rolul din Love Life (1949)

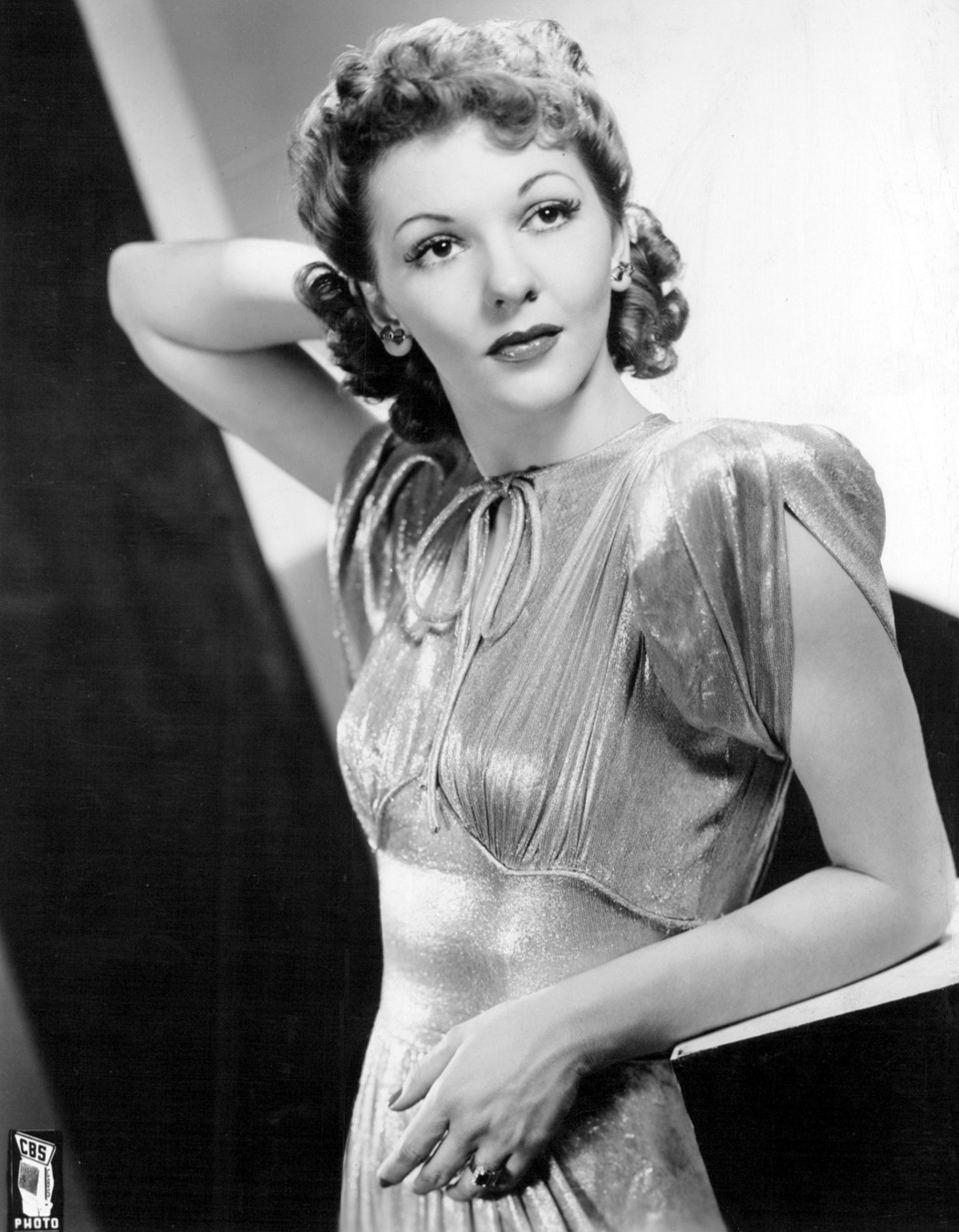
Mary Martin a câștigat de trei ori: pentru South Pacific (1950), Peter Pan (1955) și The Sound of Music (1960)

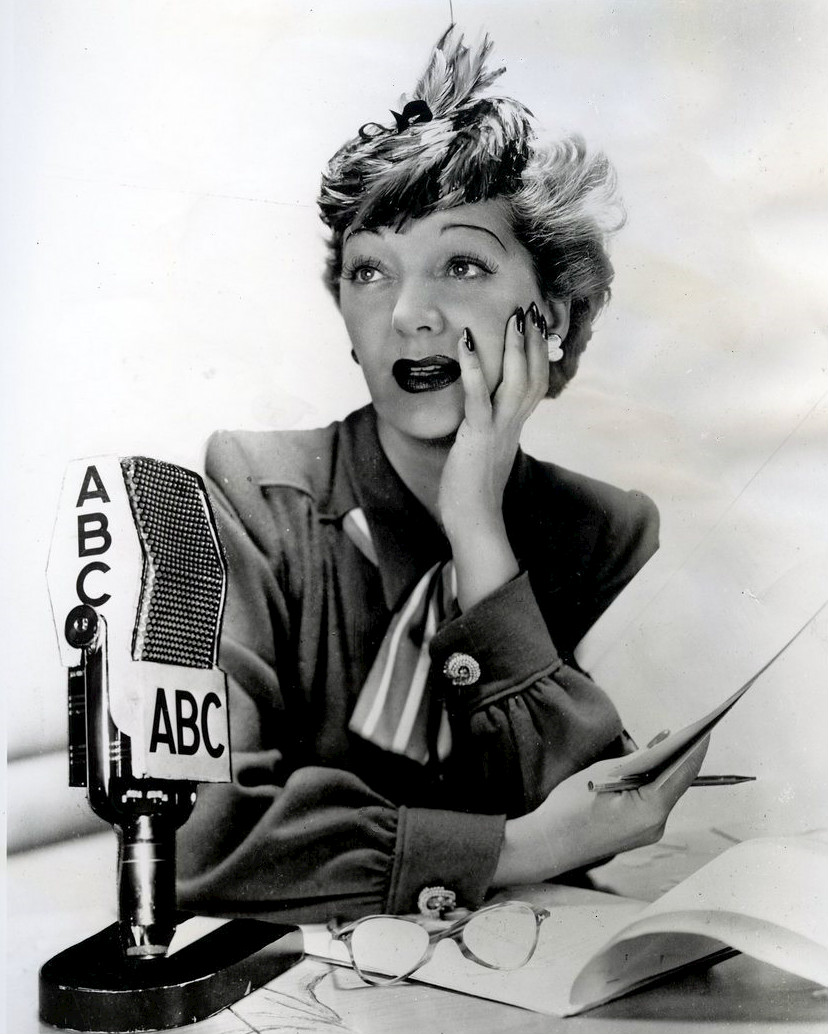
Gertrude Lawrence a câștigat pentru The King and I (1952)

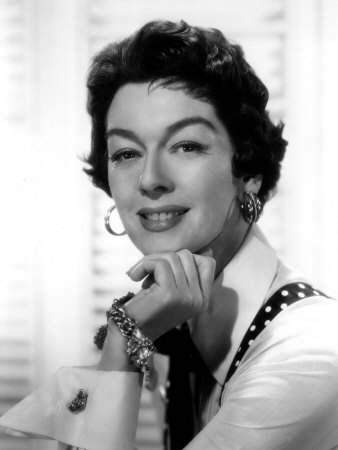
Rosalind Russell a câștigat pentru Wonderful Town (1953)

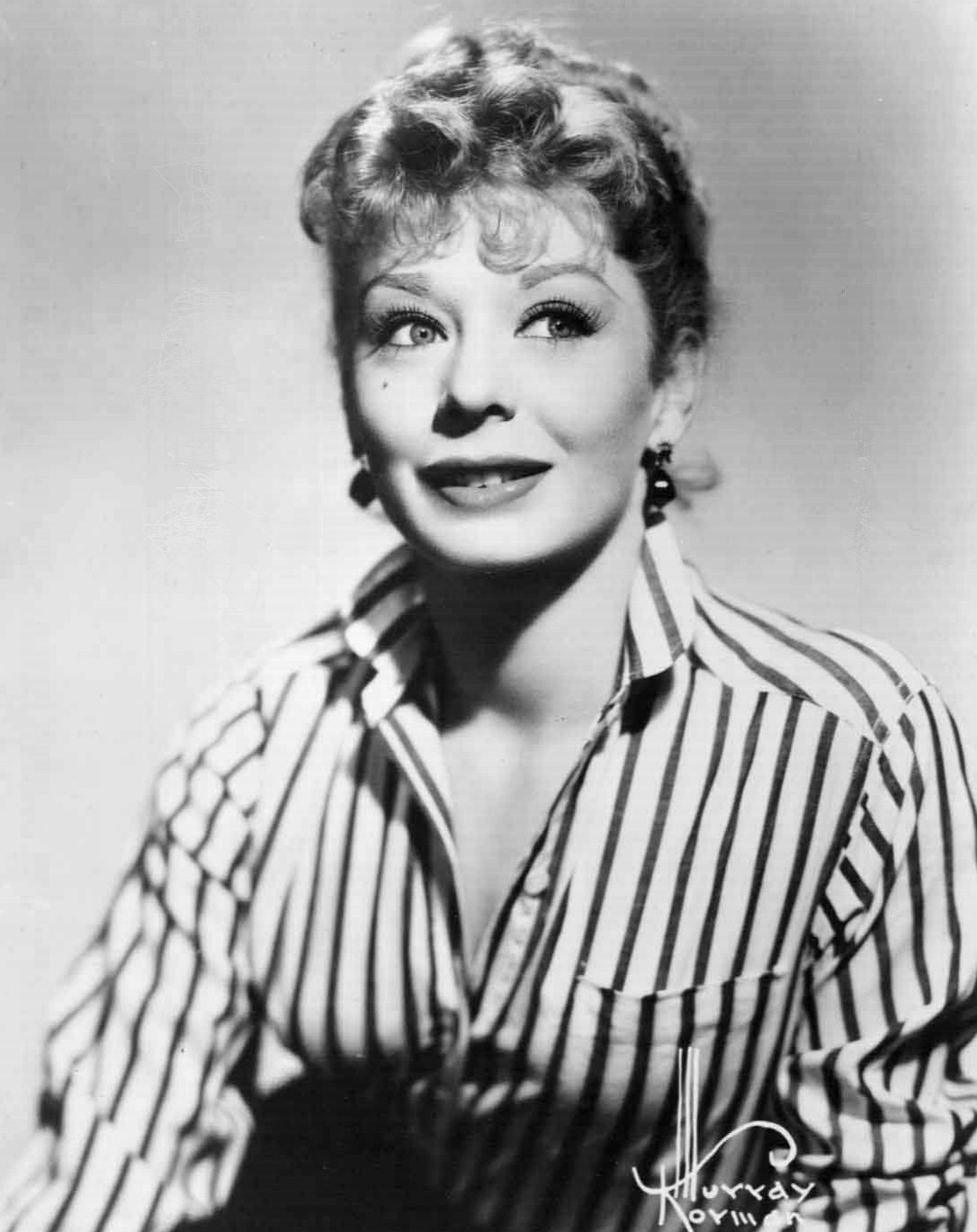
Gwen Verdon a câștigat pentru Damn Yankees (1956)

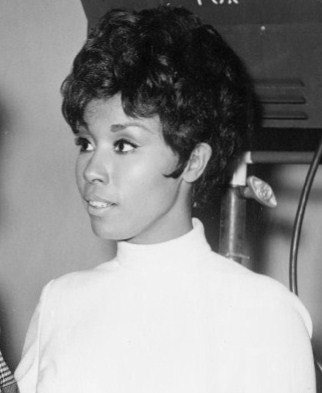
Diahann Carroll a câștigat pentru No Strings (1962)

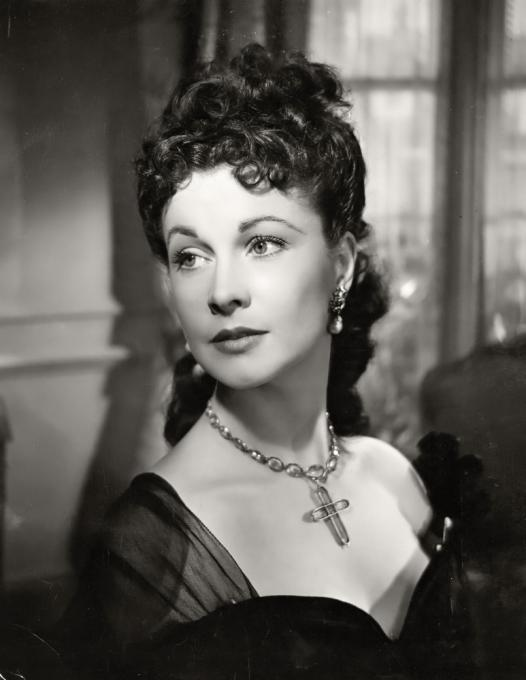
Vivien Leigh a câștigat pentru Tovarich (1963)

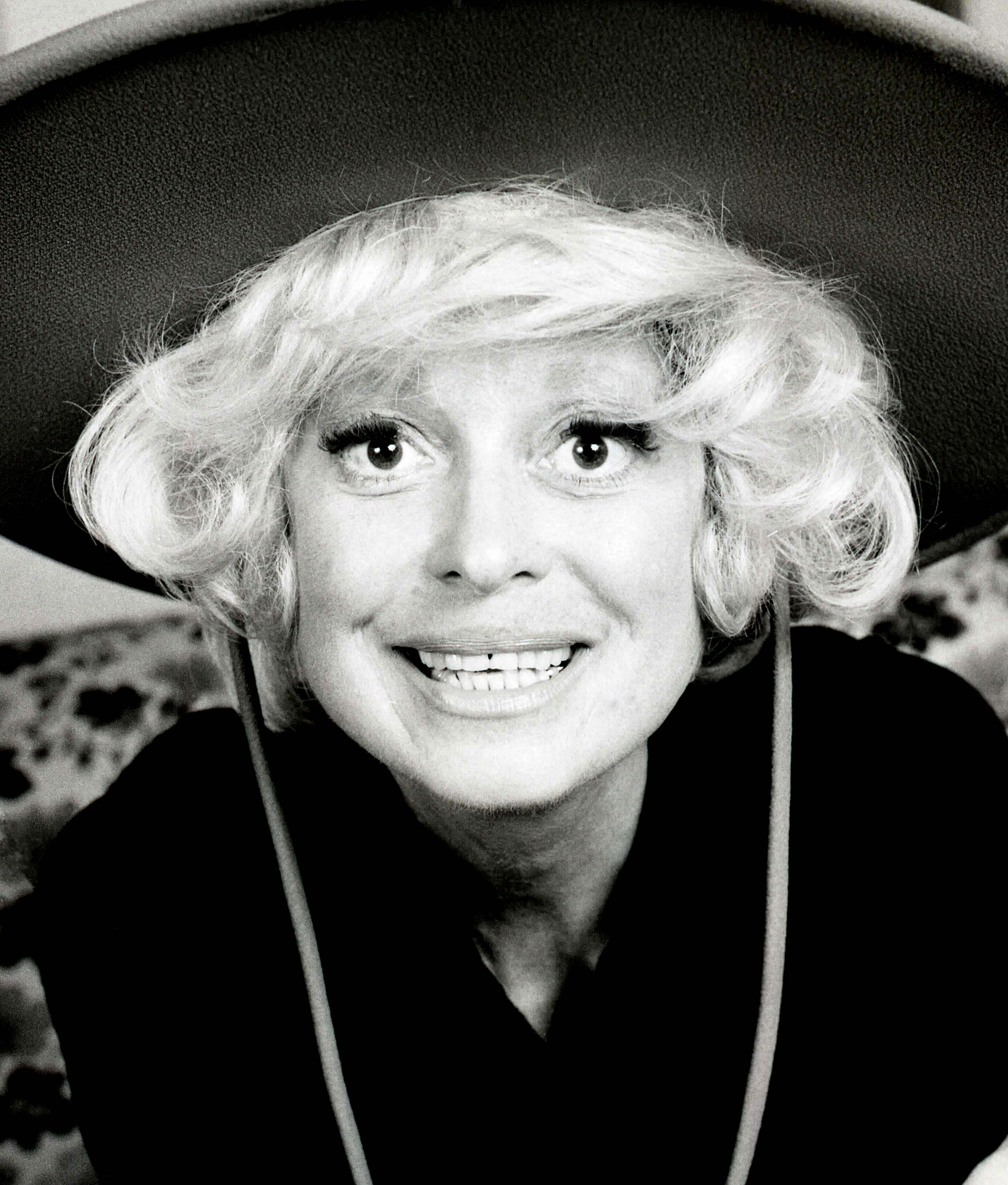
Carol Channing a câștigat pentru Hello, Dolly! (1964)

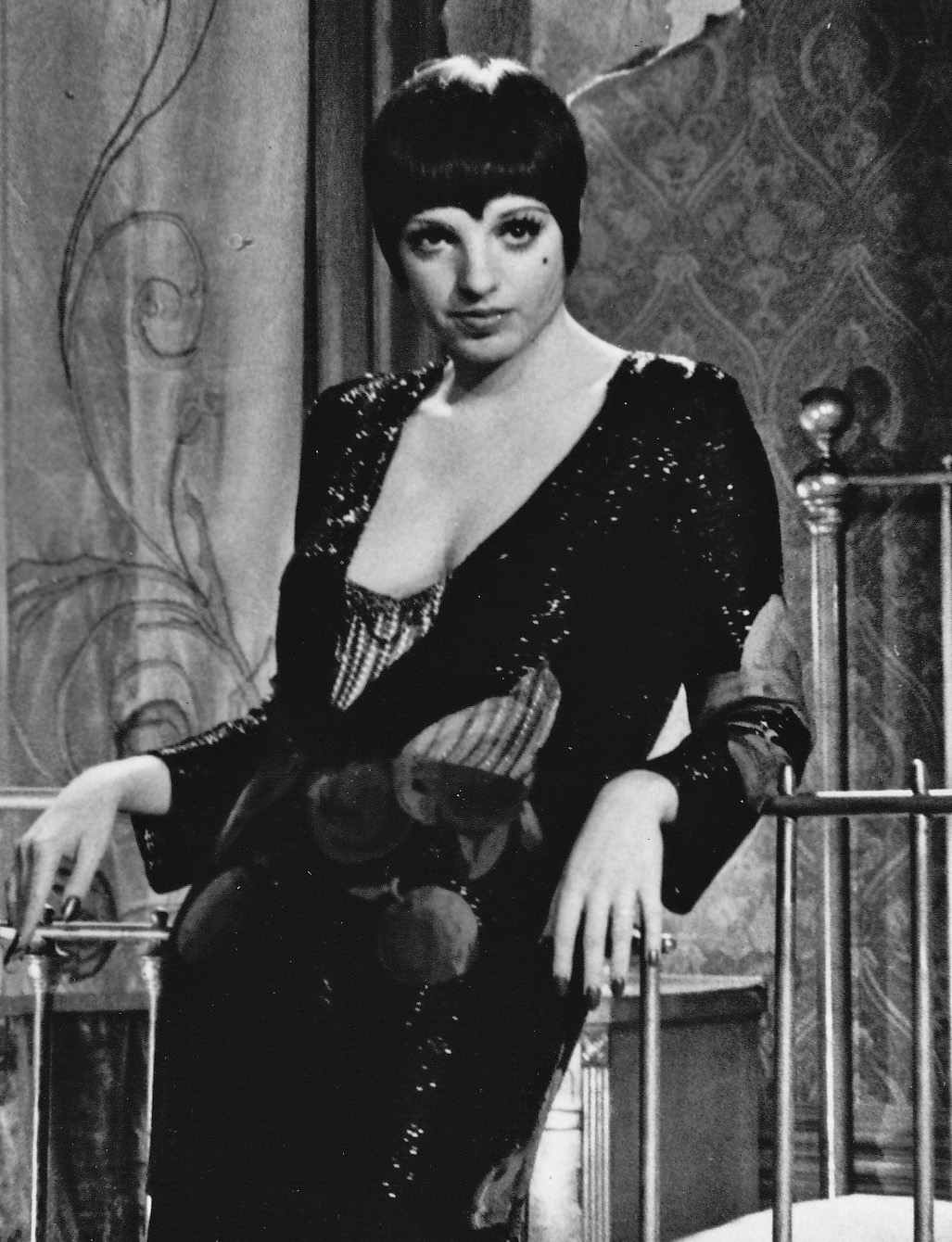
Liza Minnelli a câștigat de două ori: pentru Flora the Red Menace (1965) și The Act (1978)

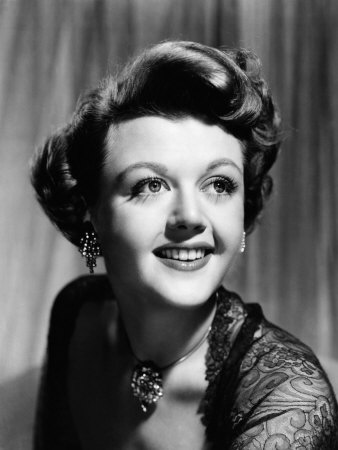
Angela Lansbury a câștigat de patru ori: pentru Mame (1966), Dear World (1969), Gypsy (1975) și Sweeney Todd (1979)

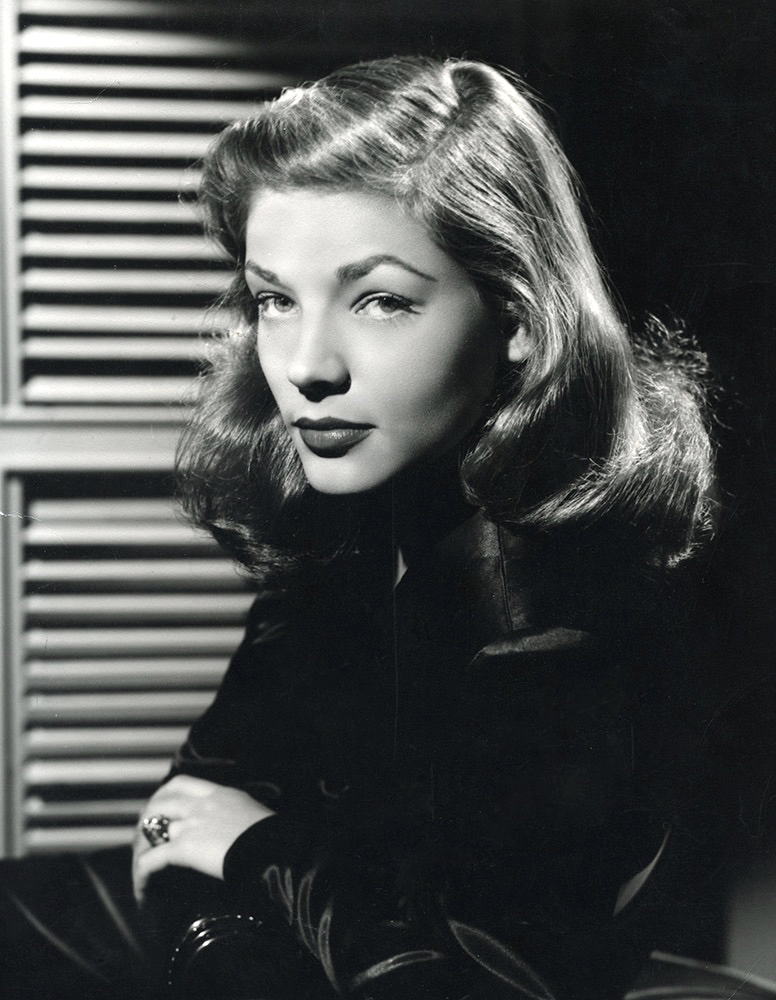
Lauren Bacall a câștigat de două ori: pentru Applause (1970) și Woman of the Year (1985)

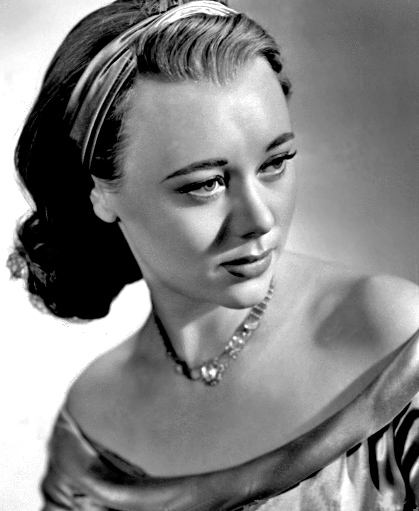
Glynis Johns a câștigat pentru A Little Night Music (1973)

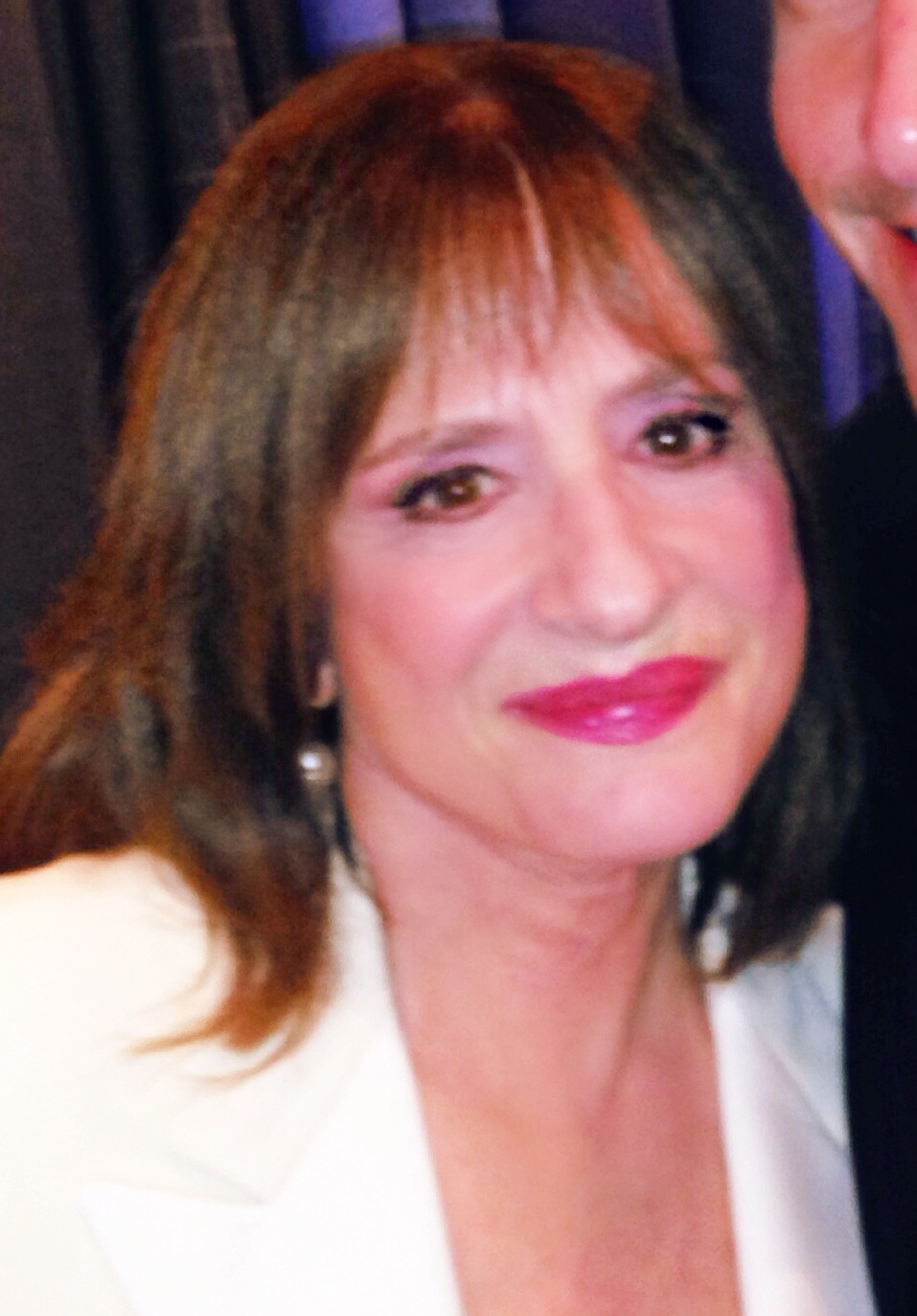
Patti LuPone a câștigat de două ori: pentru Evita (1980) și Gypsy (2008)

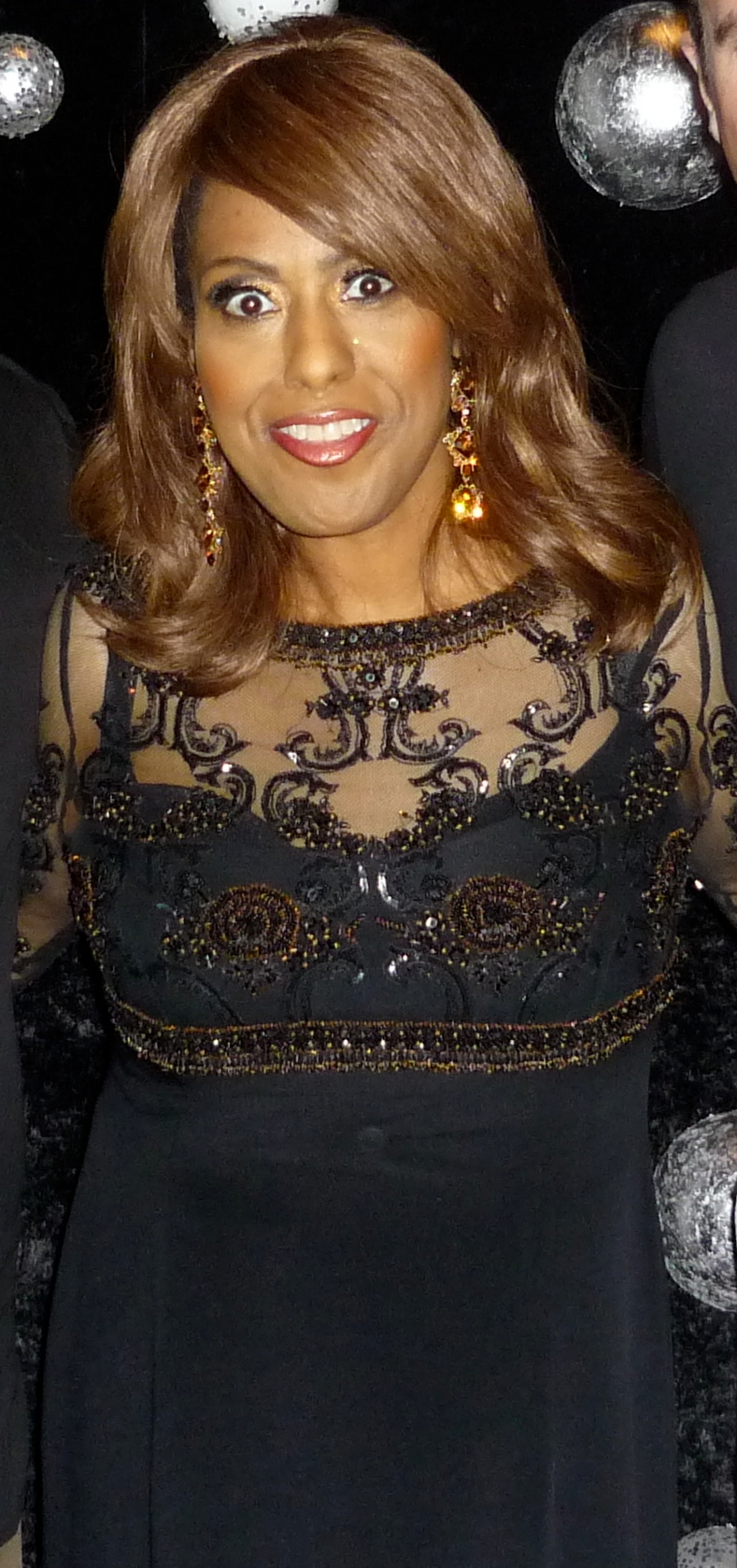
Jennifer Holliday a câștigat pentru Dreamgirls (1982)

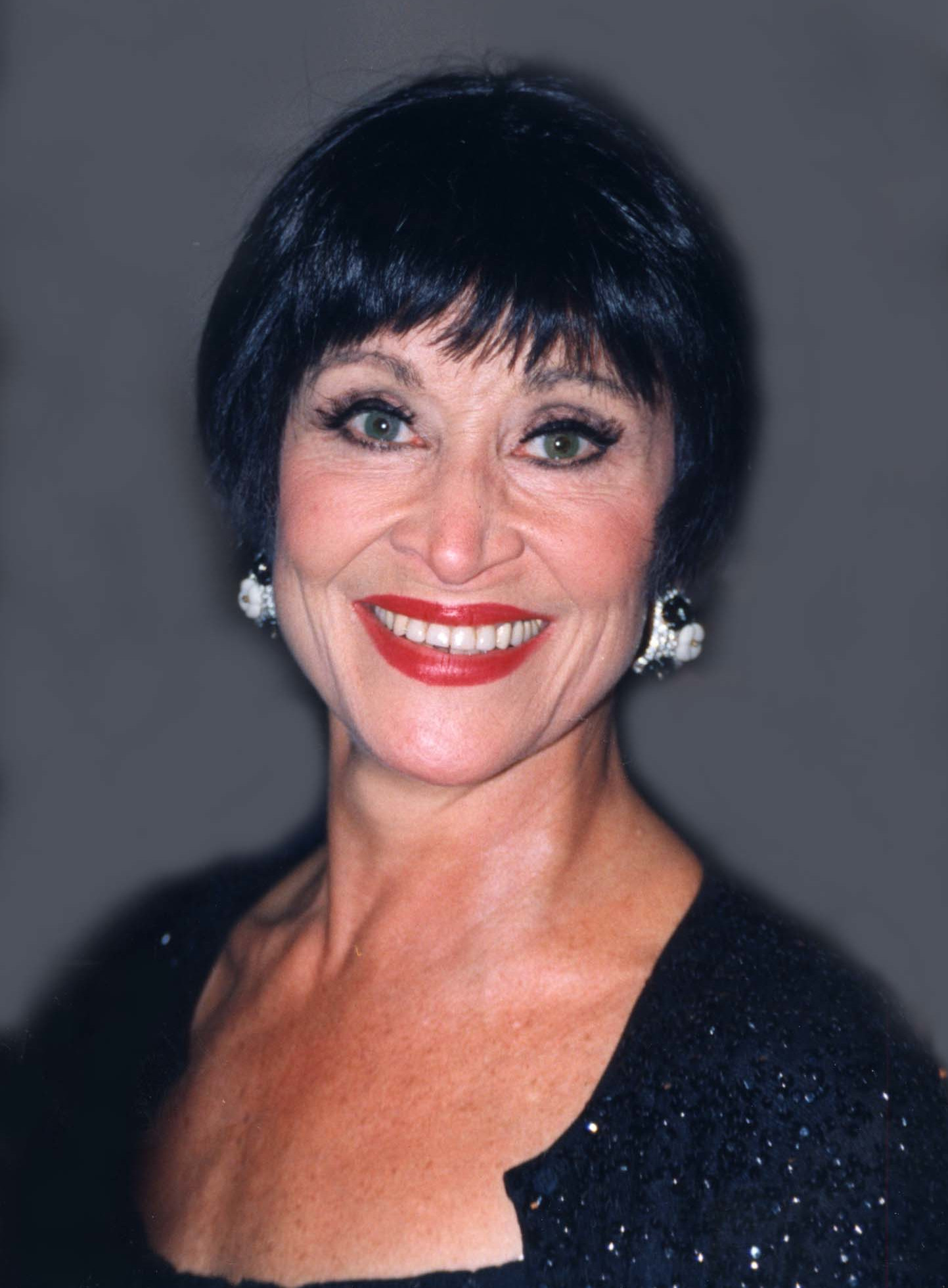
Chita Rivera a câștigat de două ori: pentru The Rink (1984) și Kiss of the Spider-Woman (1993)

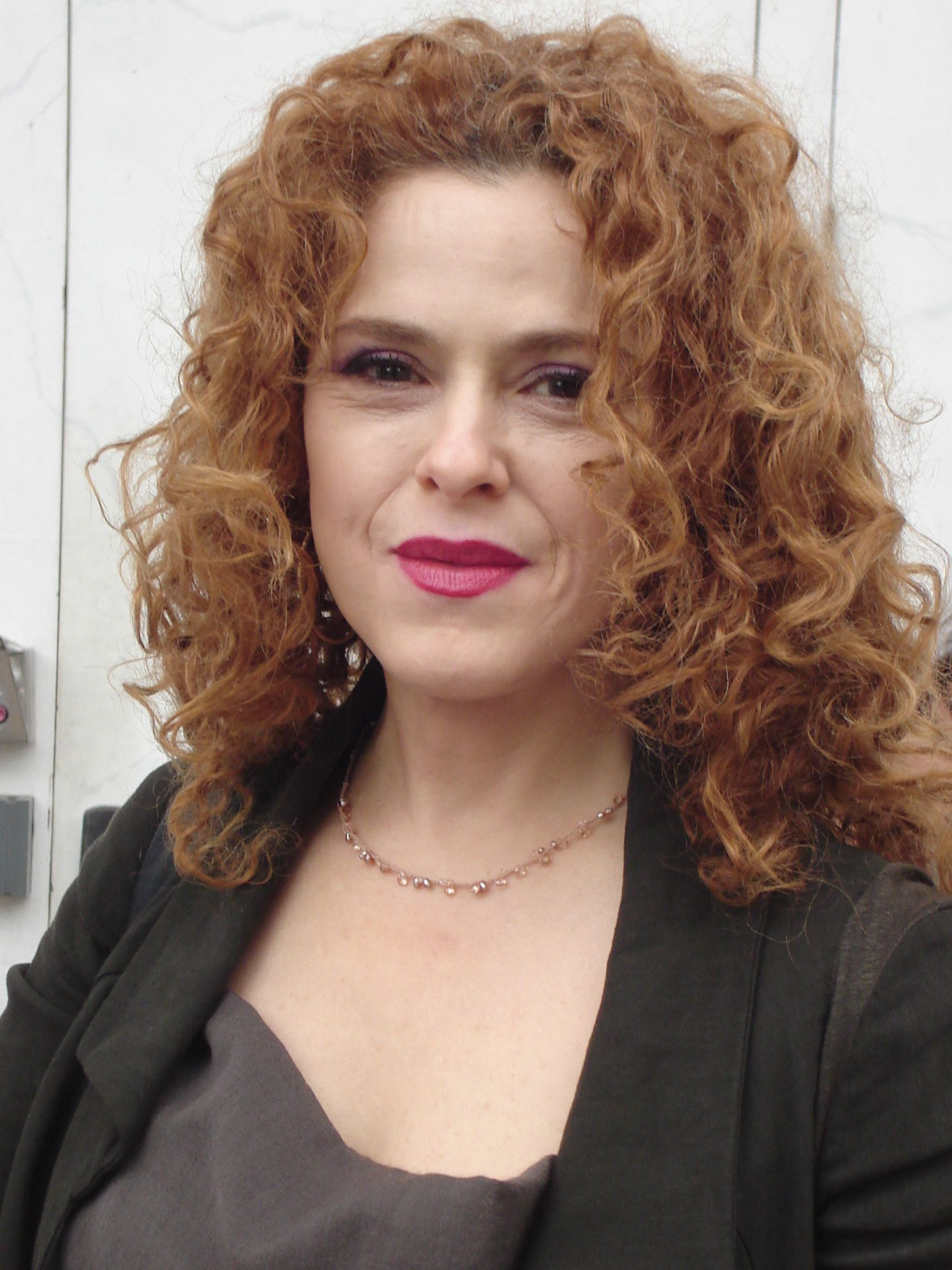
Bernadette Peters a câștigat de două ori: pentru Song and Dance (1986) și Annie Get Your Gun (1999)

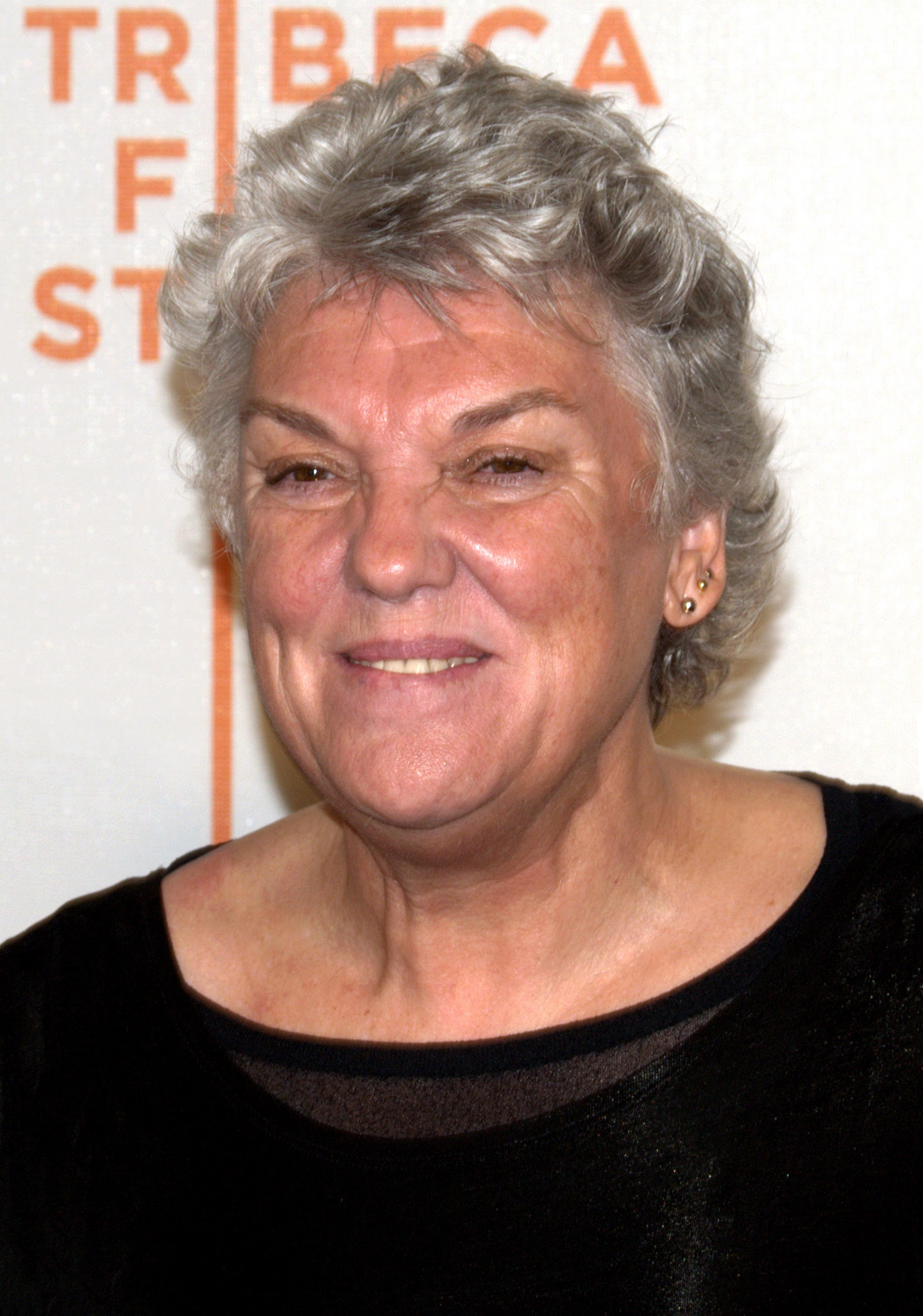
Tyne Daly a câștigat pentru Gypsy (1990)

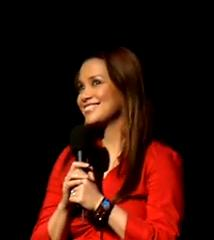
Lea Salonga a câștigat pentru Miss Saigon (1991)

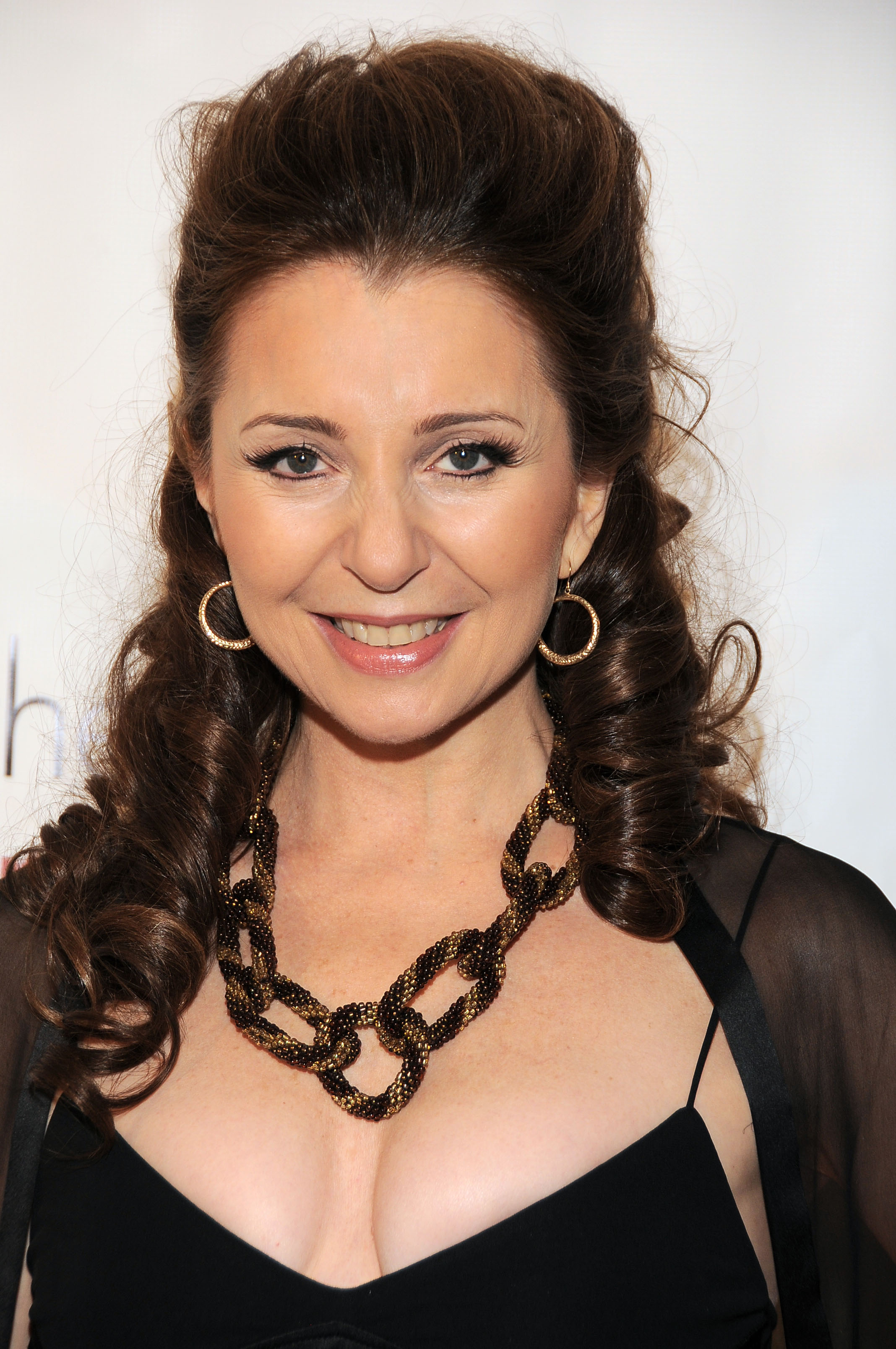
Donna Murphy a câștigat de două ori: pentru Passion (1994) și The King and I (1996)

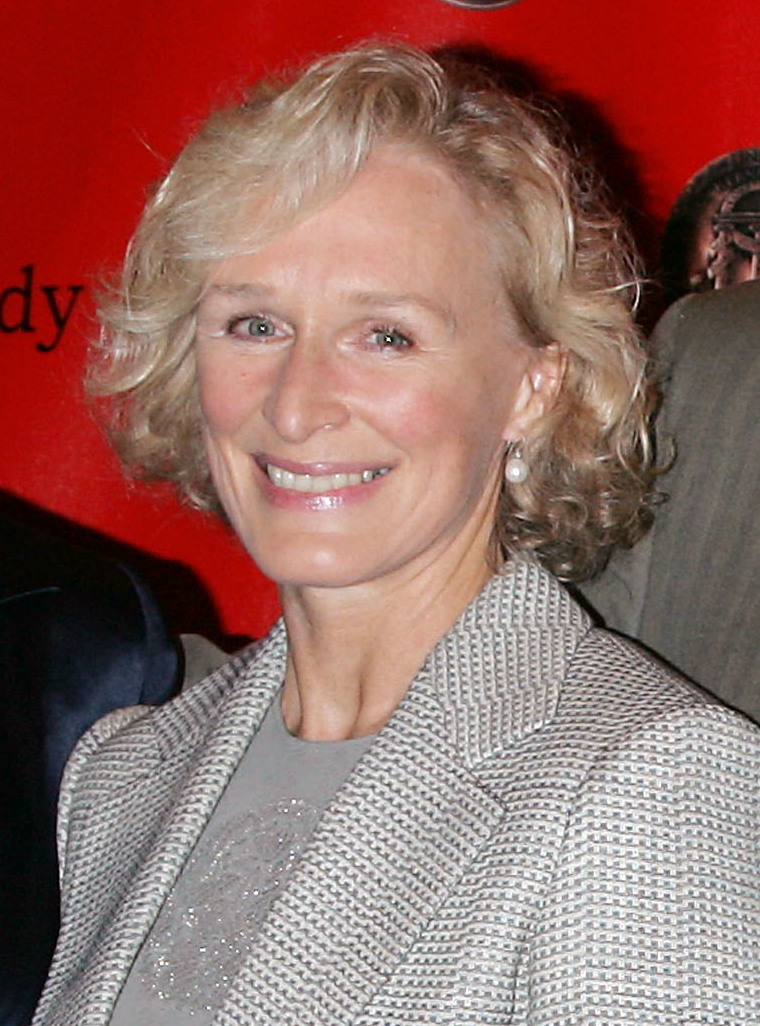
Glenn Close a câștigat pentru Sunset Boulevard (1995)

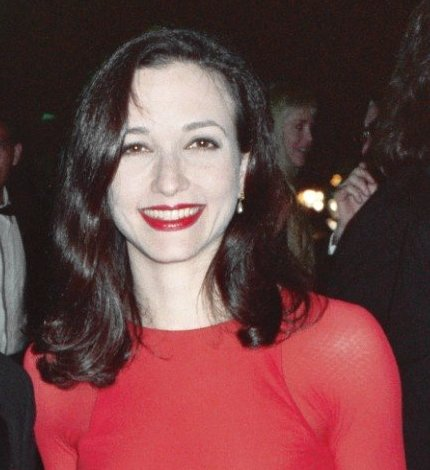
Bebe Neuwirth a câștigat pentru Chicago (1997)

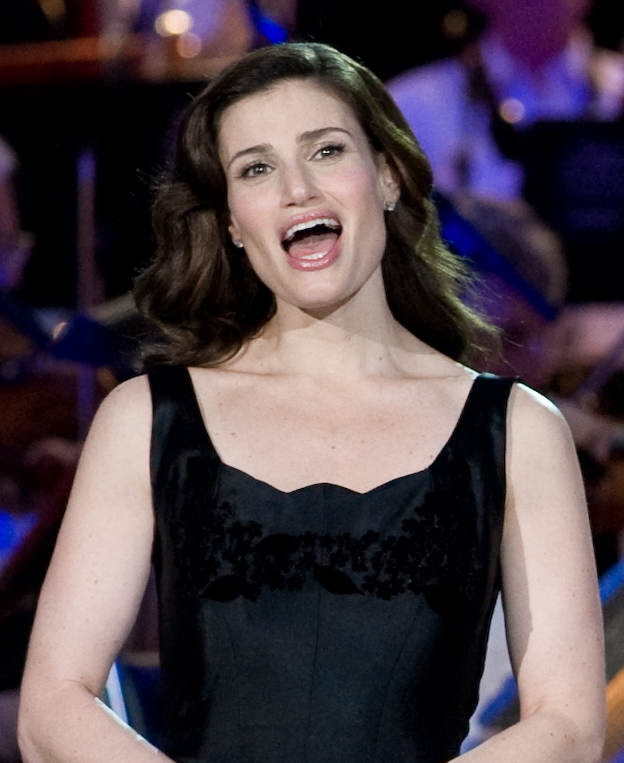
Idina Menzel a câștigat pentru Wicked (2004)

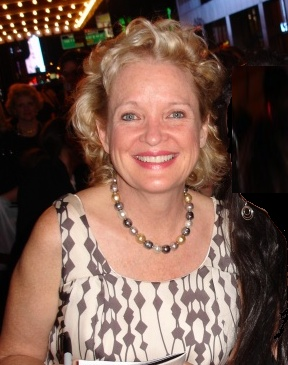
Christine Ebersole a câștigat de două ori: pentru 42nd Street (2001) și Grey Gardens (2007)

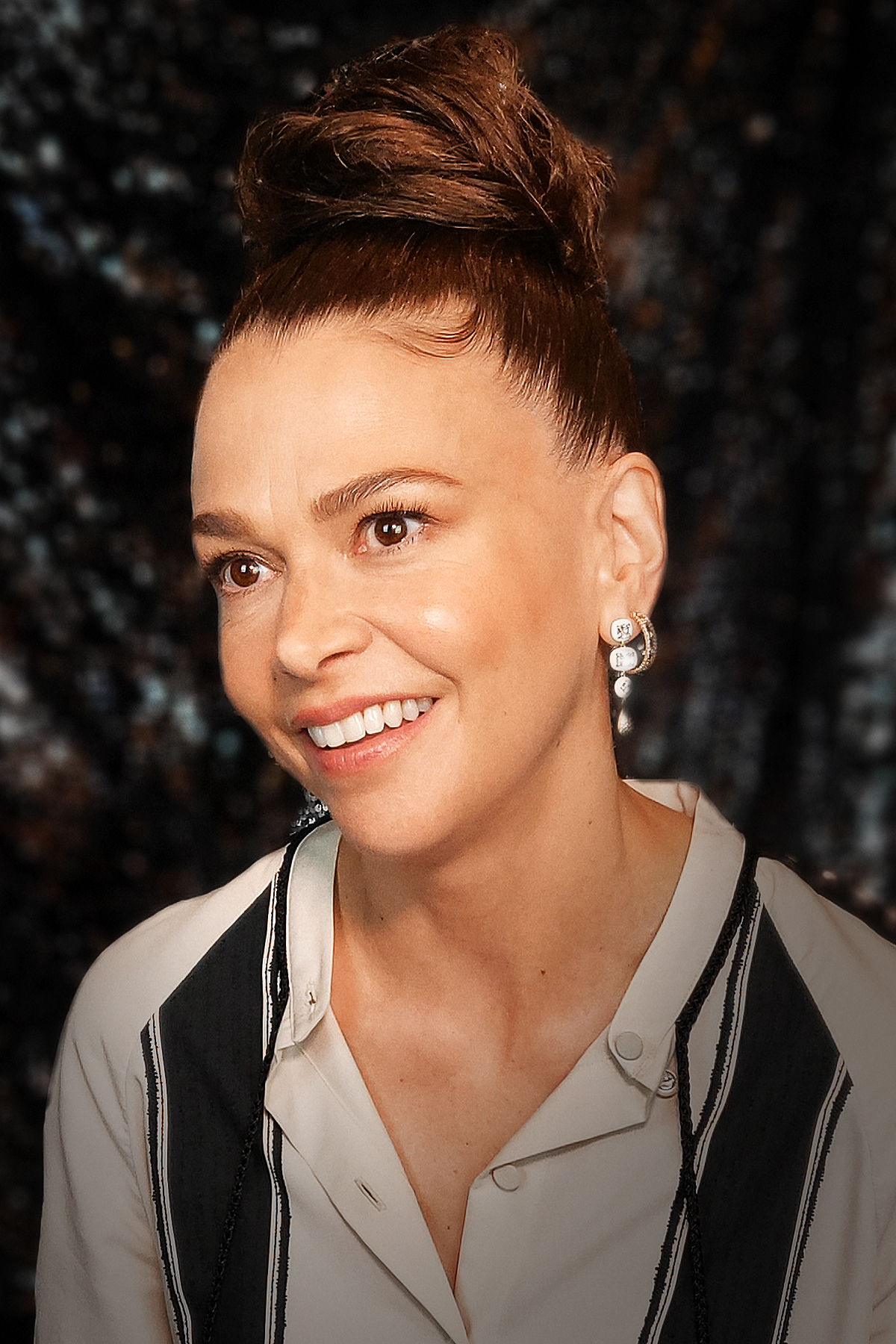
Sutton Foster a câștigat de două ori: pentru Thoroughly Modern Millie (2002) și Anything Goes (2011)

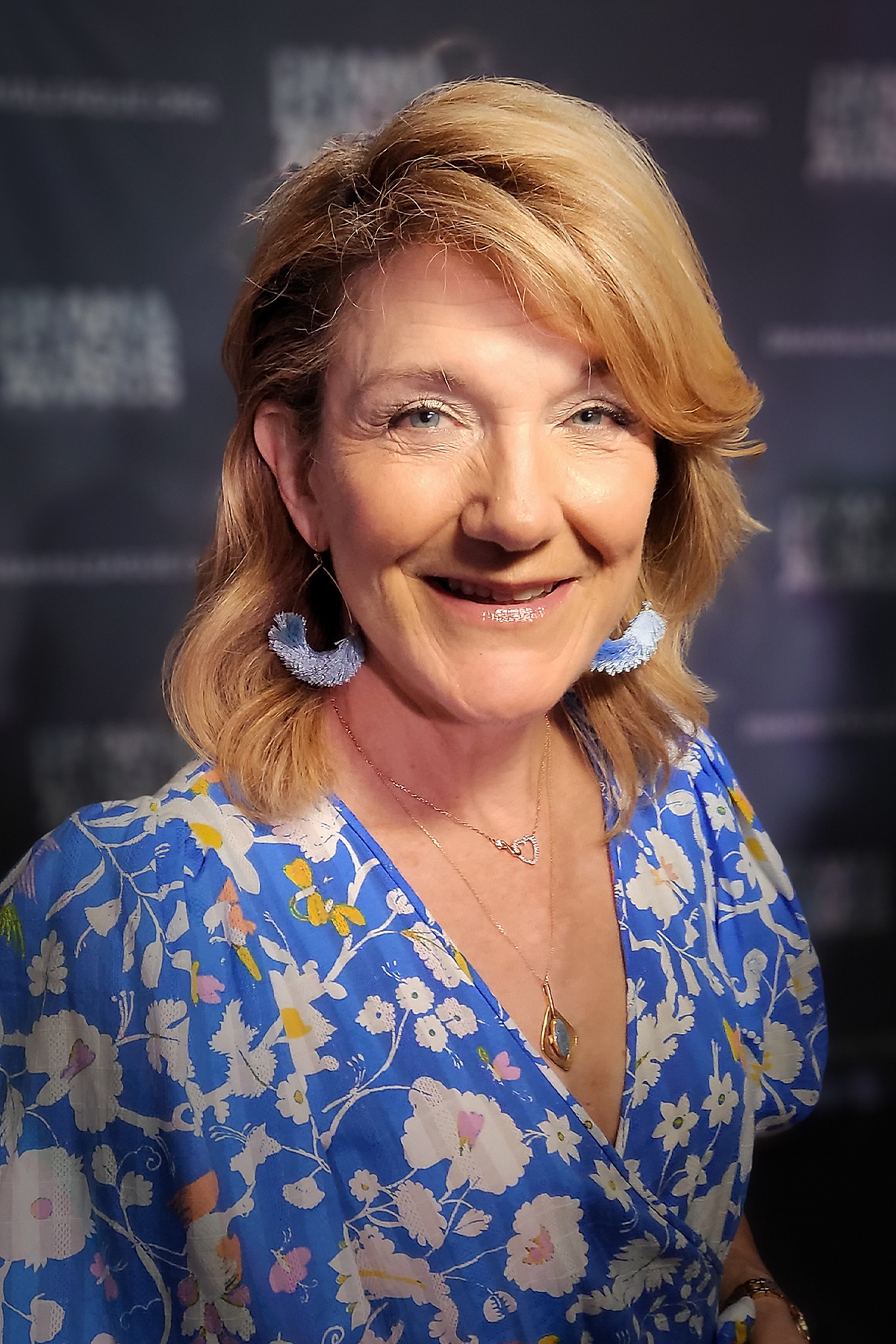
Victoria Clark a câștigat de două ori: pentru The Light in the Piazza (2005) și Kimberly Akimbo (2023)

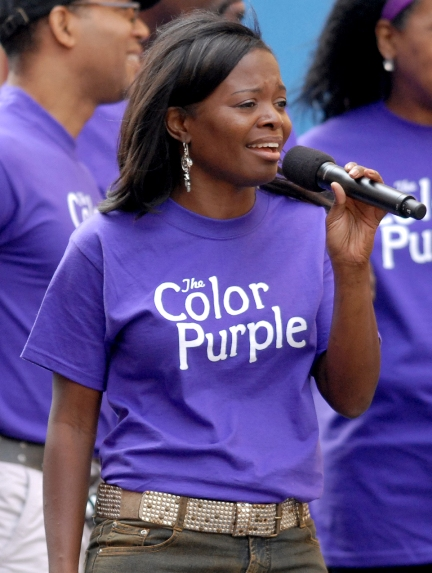
LaChanze a câștigat pentru The Color Purple (2006)

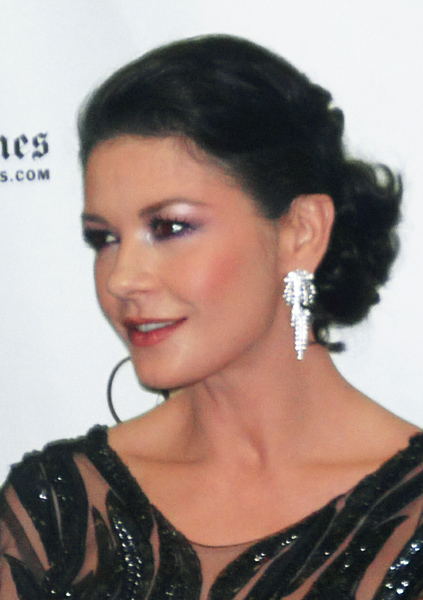
Catherine Zeta-Jones a câștigat pentru A Little Night Music (2010)

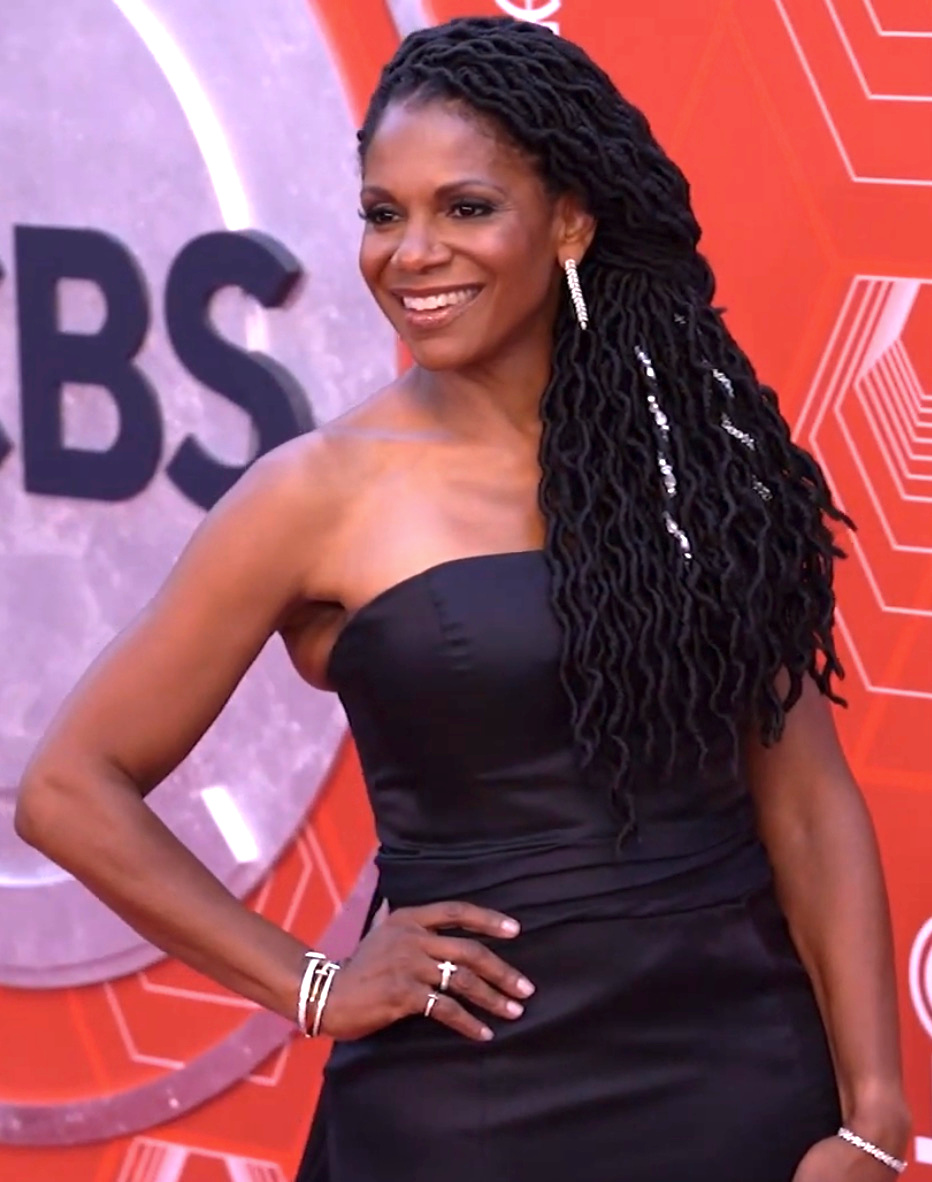
Audra McDonald a câștigat pentru Porgy and Bess (2012)

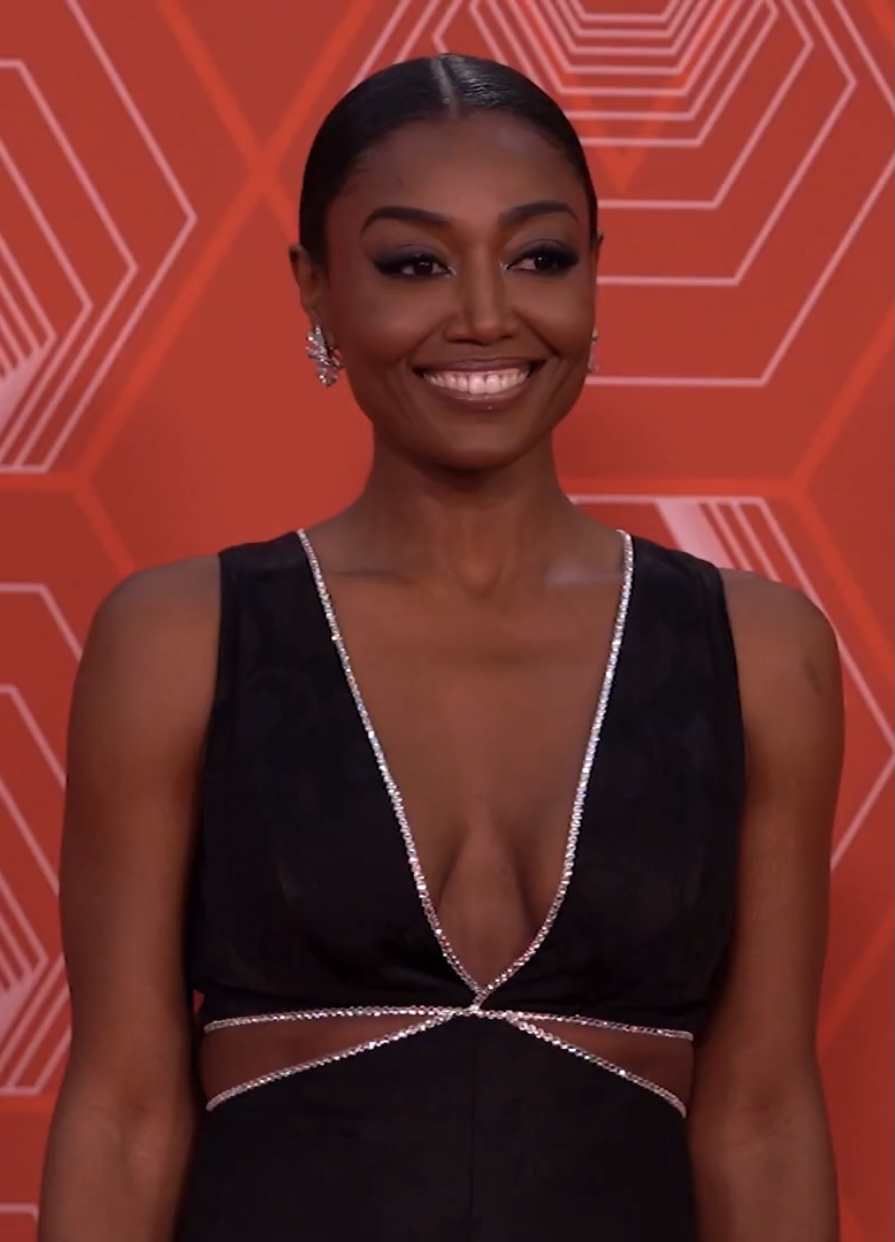
Patina Miller a câștigat pentru Pippin (2013)

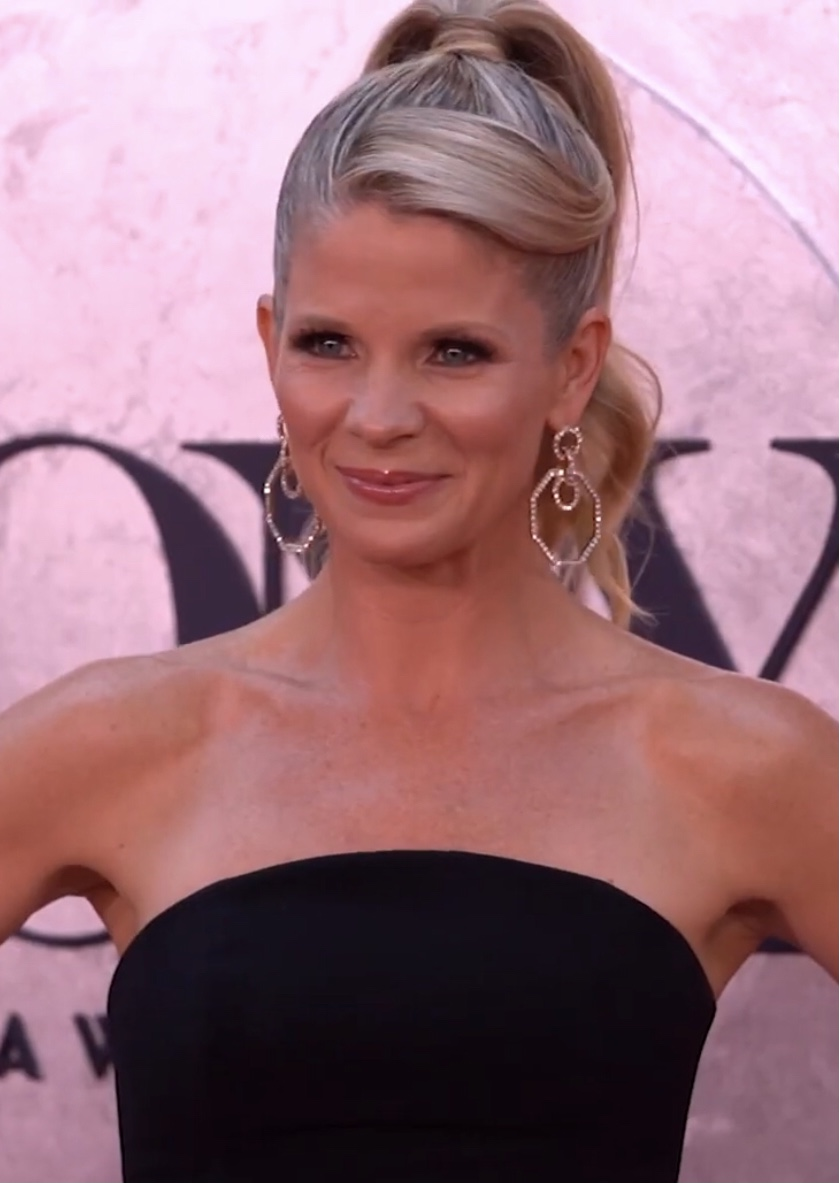
Kelli O'Hara a câștigat pentru The King and I (2015)

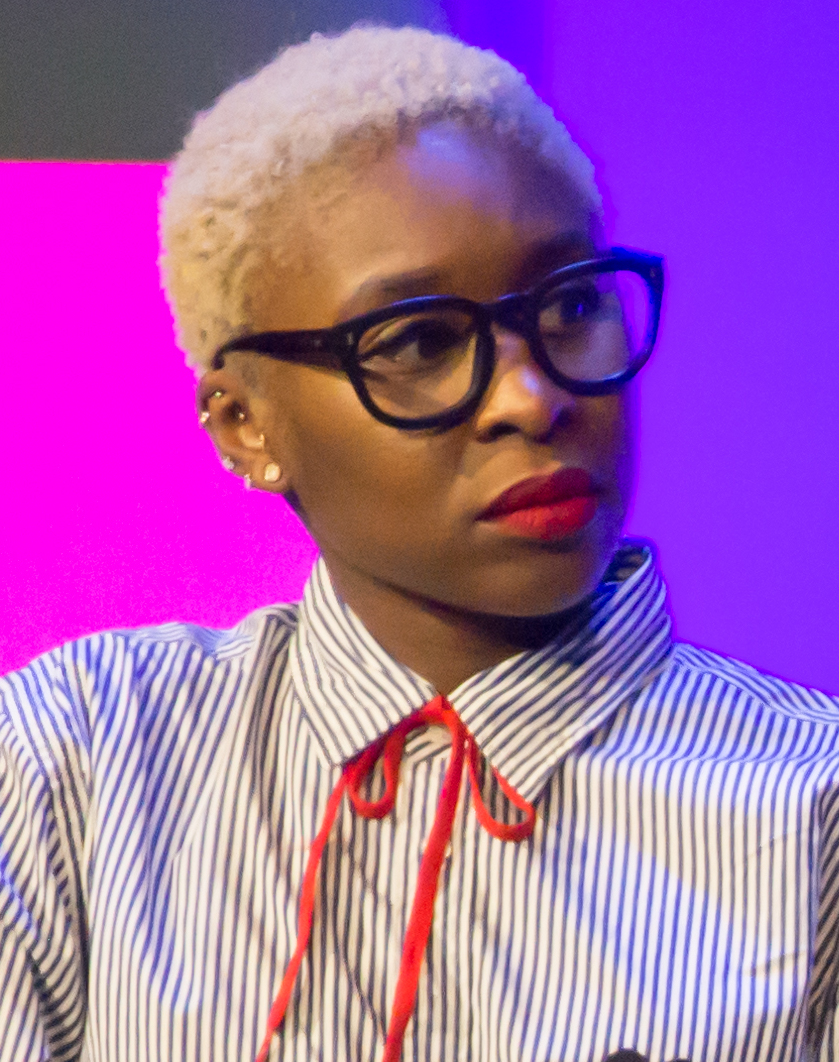
Cynthia Erivo a câștigat pentru The Color Purple (2016)

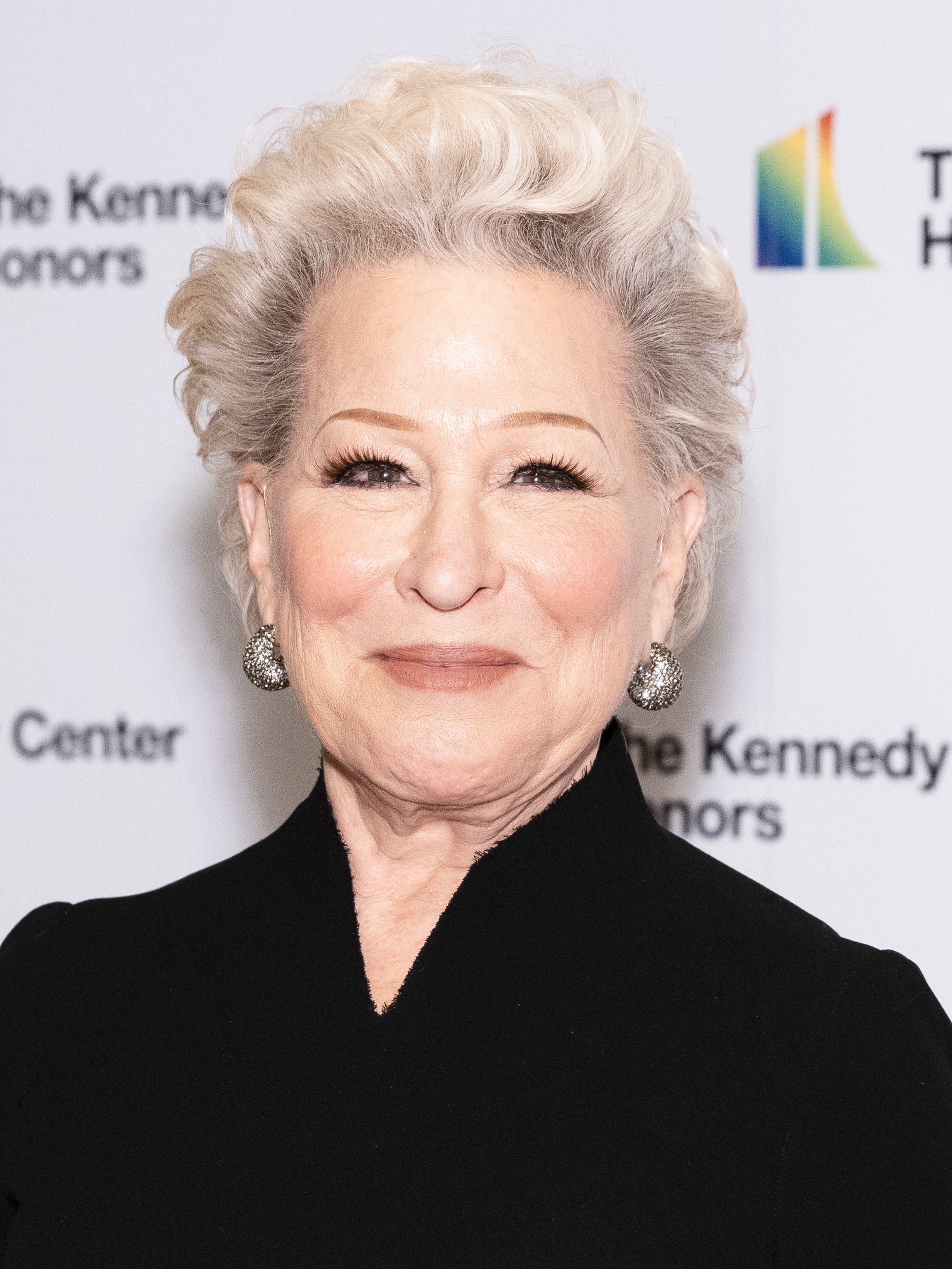
Bette Midler a câștigat pentru Hello Dolly! (2017)

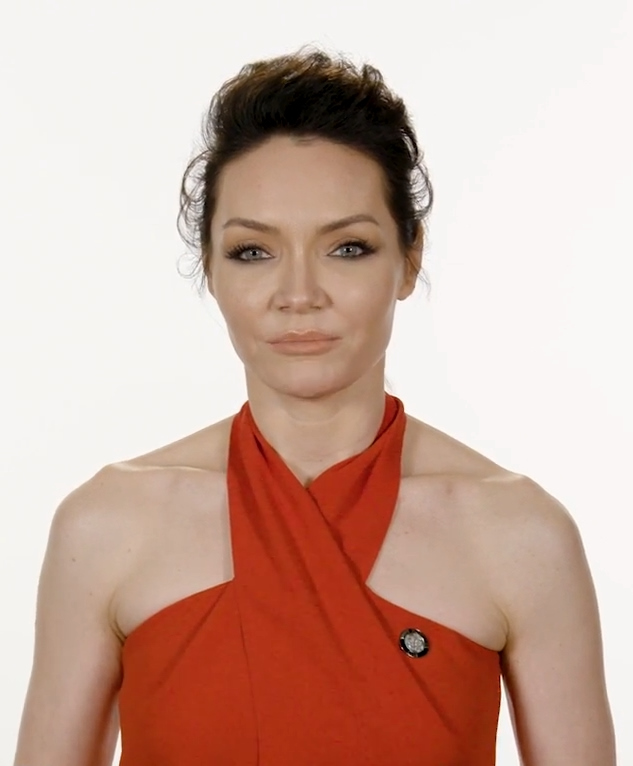
Katrina Lenk a câștigat pentru The Band's Visit (2018)

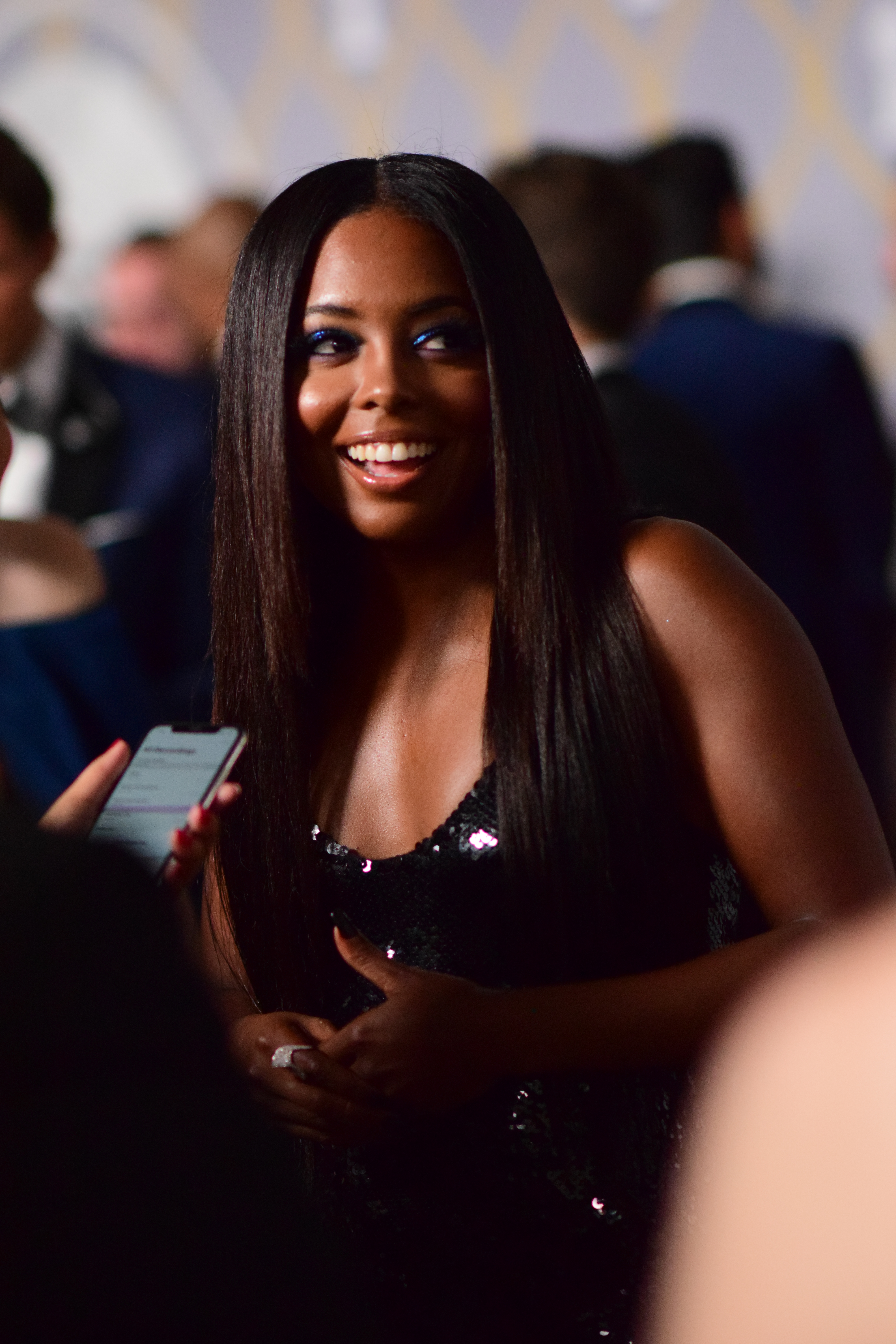
Adrienne Warren a câștigat pentru Tina (2020)

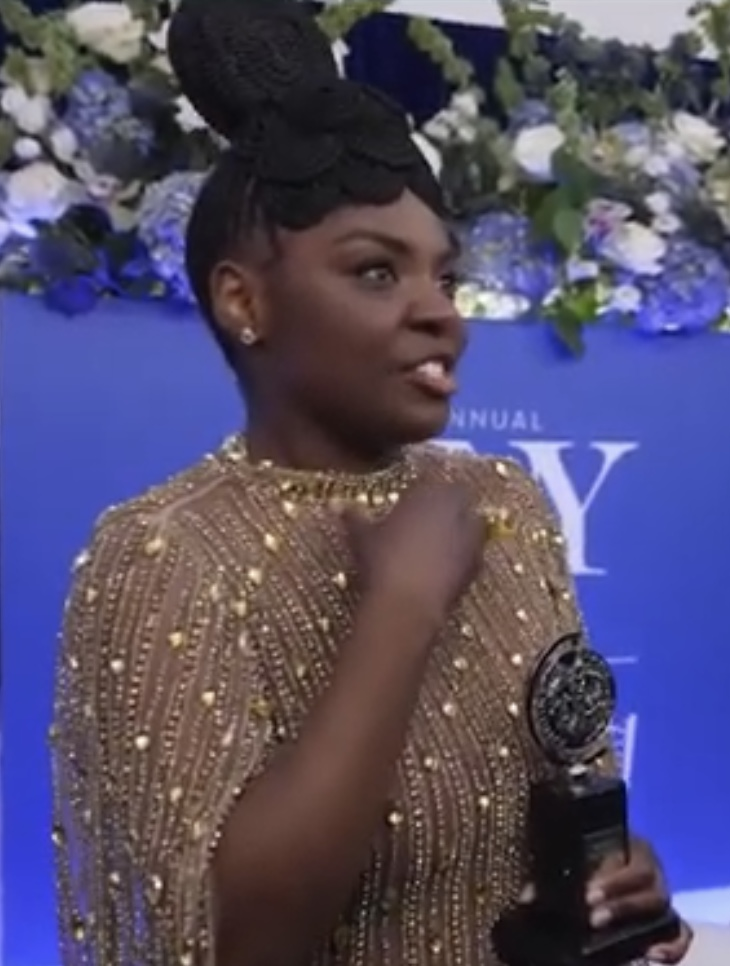
Joaquina Kalukango a câștigat pentru Paradise Square (2022)

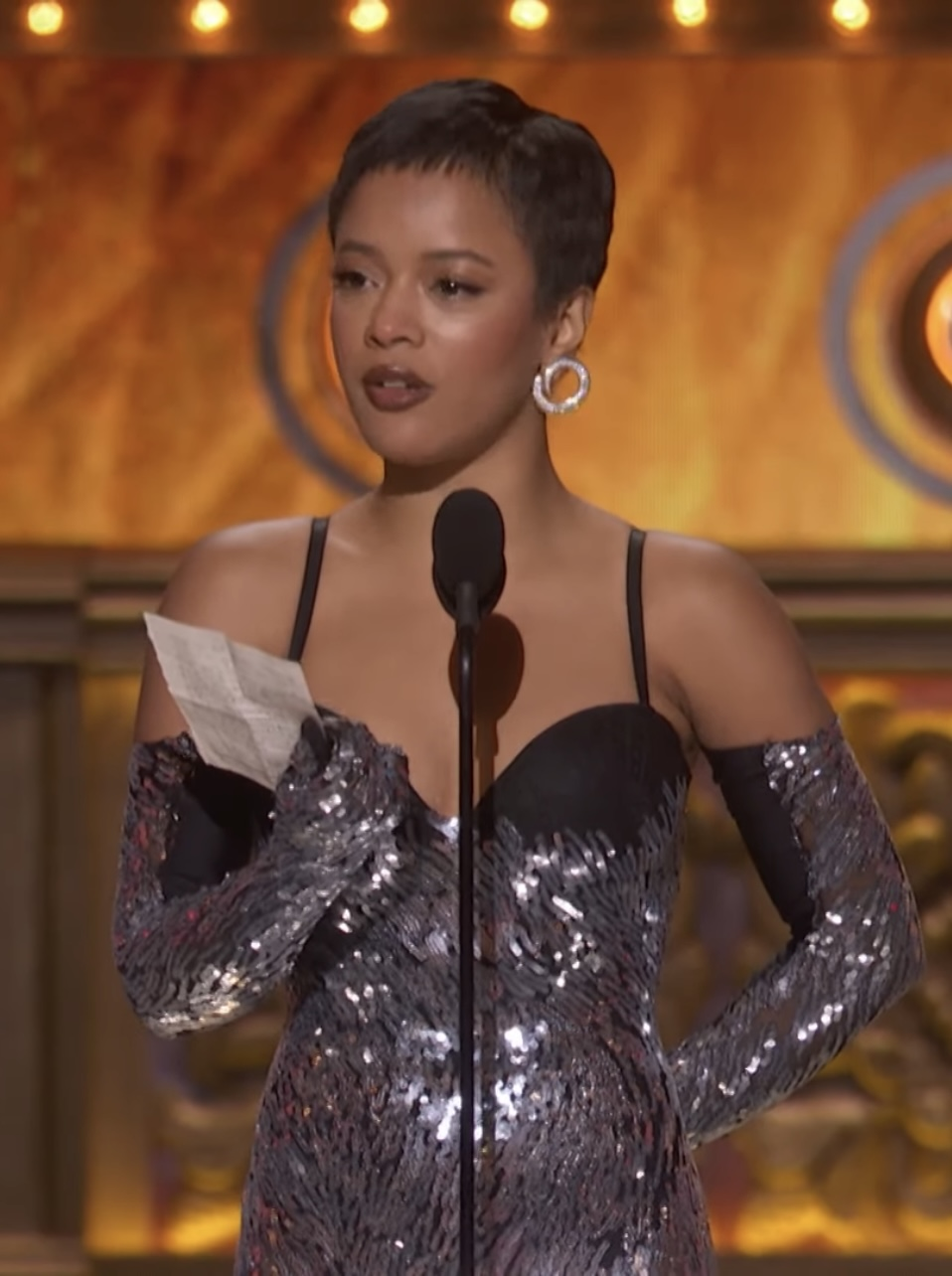
Maleah Joi Moon a câștigat pentru rolul din Hell's Kitchen (2024)

indică câștigătoarea

### Anii 1940
| An             | Actriță            | Musical                                         | Rol(uri)       | Ref.           |
| -------------- | ------------------ | ----------------------------------------------- | -------------- | -------------- |
| 1947 (1st)     | Nu s-a acordat     | Nu s-a acordat                                  | Nu s-a acordat | Nu s-a acordat |
| 1948 (2nd)     |                    |                                                 |                |                |
| Grace Hartman  | Angel in the Wings | Nettie / Mrs. Blodgett / Ruth / Mrs. Hutchinson |                |                |
| 1949 (3rd)     |                    |                                                 |                |                |
| Nanette Fabray | Love Life          | Susan Cooper                                    |                |                |

### Anii 1950
| An                | Actriță                  | Musical               | Rol(uri) | Ref. |
| ----------------- | ------------------------ | --------------------- | -------- | ---- |
| 1950 (4th)        |                          |                       |          |      |
| Mary Martin       | South Pacific            | Ensign Nellie Forbush |          |      |
| 1951 (5th)        |                          |                       |          |      |
| Ethel Merman      | Call Me Madam            | Sally Adams           |          |      |
| 1952 (6th)        |                          |                       |          |      |
| Gertrude Lawrence | The King and I           | Anna Leonowens        |          |      |
| 1953 (7th)        |                          |                       |          |      |
| Rosalind Russell  | Wonderful Town           | Ruth Sherwood         |          |      |
| 1954 (8th)        |                          |                       |          |      |
| Dolores Gray      | Carnival in Flanders     | Cornelia              |          |      |
| 1955 (9th)        |                          |                       |          |      |
| Mary Martin       | Peter Pan                | Peter Pan             |          |      |
| 1956 (10th)       |                          |                       |          |      |
| Gwen Verdon       | Damn Yankees             | Lola                  | [ 2 ]    |      |
| Carol Channing    | The Vamp                 | Flora Weems / Delilah | [ 2 ]    |      |
| Nancy Walker      | Phoenix '55              | Various Characters    | [ 2 ]    |      |
| 1957 (11th)       |                          |                       | [ 2 ]    |      |
| Judy Holliday     | Bells Are Ringing        | Ella Peterson         | [ 3 ]    |      |
| Julie Andrews     | My Fair Lady             | Eliza Doolittle       | [ 3 ]    |      |
| Ethel Merman      | Happy Hunting            | Liz Livingstone       | [ 3 ]    |      |
| 1958 (12th)       |                          |                       | [ 3 ]    |      |
| Thelma Ritter     | New Girl in Town         | Marthy Owen           | [ 4 ]    |      |
| Gwen Verdon       | New Girl in Town         | Anna Christopherson   | [ 4 ]    |      |
| Lena Horne        | Jamaica                  | Savannah              | [ 4 ]    |      |
| Beatrice Lillie   | Ziegfeld Follies of 1957 | Various Characters    | [ 4 ]    |      |
| 1959 (13th)       |                          |                       | [ 4 ]    |      |
| Gwen Verdon       | Redhead                  | Essie Whimple         | [ 5 ]    |      |
| Miyoshi Umeki     | Flower Drum Song         | Mei-Li                | [ 5 ]    |      |

### Anii 1960
| An                     | Actriță                            | Musical                                       | Rol(uri) | Ref. |
| ---------------------- | ---------------------------------- | --------------------------------------------- | -------- | ---- |
| 1960 (14th)            |                                    |                                               |          |      |
| Mary Martin            | The Sound of Music                 | Maria von Trapp                               | [ 6 ]    |      |
| Carol Burnett          | Once Upon a Mattress               | Princess Winnifred                            | [ 6 ]    |      |
| Dolores Gray           | Destry Rides Again                 | Frenchy                                       | [ 6 ]    |      |
| Eileen Herlie          | Take Me Along                      | Lily Miller                                   | [ 6 ]    |      |
| Ethel Merman           | Gypsy                              | Rose                                          | [ 6 ]    |      |
| 1961 (15th)            |                                    |                                               | [ 6 ]    |      |
| Elizabeth Seal         | Irma La Douce                      | Irma La Douce                                 | [ 7 ]    |      |
| Julie Andrews          | Camelot                            | Guenevere                                     | [ 7 ]    |      |
| Carol Channing         | Show Girl                          | Various Characters                            | [ 7 ]    |      |
| Nancy Walker           | Do Re Mi                           | Kay Cram                                      | [ 7 ]    |      |
| 1962 (16th)            |                                    |                                               | [ 7 ]    |      |
| Anna Maria Alberghetti | Carnival!                          | Lili Daurier                                  | [ 8 ]    |      |
| Diahann Carroll        | No Strings                         | Barbara Woodruff                              | [ 8 ]    |      |
| Molly Picon            | Milk and Honey                     | Clara Weiss                                   | [ 8 ]    |      |
| Elaine Stritch         | Sail Away                          | Mimi Paragon                                  | [ 8 ]    |      |
| 1963 (17th)            |                                    |                                               | [ 8 ]    |      |
| Vivien Leigh           | Tovarich                           | Tatiana Petrovna                              | [ 9 ]    |      |
| Georgia Brown          | Oliver!                            | Nancy                                         | [ 9 ]    |      |
| Nanette Fabray         | Mr. President                      | Nell Henderson                                | [ 9 ]    |      |
| Sally Ann Howes        | Brigadoon                          | Fiona MacLaren                                | [ 9 ]    |      |
| 1964 (18th)            |                                    |                                               | [ 9 ]    |      |
| Carol Channing         | Hello, Dolly!                      | Dolly Gallagher Levi                          | [ 10 ]   |      |
| Beatrice Lillie        | High Spirits                       | Madame Arcati                                 | [ 10 ]   |      |
| Barbra Streisand       | Funny Girl                         | Fanny Brice                                   | [ 10 ]   |      |
| Inga Swenson           | 110 in the Shade                   | Lizzie Curry                                  | [ 10 ]   |      |
| 1965 (19th)            |                                    |                                               | [ 10 ]   |      |
| Liza Minnelli          | Flora the Red Menace               | Flora Mezaros                                 | [ 11 ]   |      |
| Elizabeth Allen        | Do I Hear a Waltz?                 | Leona Samish                                  | [ 11 ]   |      |
| Nancy Dussault         | Bajour                             | Emily Kirsten                                 | [ 11 ]   |      |
| Inga Swenson           | Baker Street                       | Irene Adler                                   | [ 11 ]   |      |
| 1966 (20th)            |                                    |                                               | [ 11 ]   |      |
| Angela Lansbury        | Mame                               | Mame Dennis                                   | [ 12 ]   |      |
| Barbara Harris         | On a Clear Day You Can See Forever | Daisy Gamble / Melinda Wells                  | [ 12 ]   |      |
| Julie Harris           | Skyscraper                         | Georgina Allerton                             | [ 12 ]   |      |
| Gwen Verdon            | Sweet Charity                      | Charity Hope Valentine                        | [ 12 ]   |      |
| 1967 (21st)            |                                    |                                               | [ 12 ]   |      |
| Barbara Harris         | The Apple Tree                     | Eve / Princess Barbara / Ella and Passionella | [ 13 ]   |      |
| Lotte Lenya            | Cabaret                            | Fraulein Schneider                            | [ 13 ]   |      |
| Mary Martin            | I Do! I Do!                        | She (Agnes)                                   | [ 13 ]   |      |
| Louise Troy            | Walking Happy                      | Maggie Hobson                                 | [ 13 ]   |      |
| 1968 (22nd)            |                                    |                                               | [ 13 ]   |      |
| Patricia Routledge     | Darling of the Day                 | Alice Challice                                | [ 14 ]   |      |
| Leslie Uggams          | Hallelujah, Baby!                  | Georgina                                      | [ 14 ]   |      |
| Melina Mercouri        | Illya Darling                      | Illya                                         | [ 14 ]   |      |
| Brenda Vaccaro         | How Now, Dow Jones                 | Cynthia Pike                                  | [ 14 ]   |      |
| 1969 (23rd)            |                                    |                                               | [ 14 ]   |      |
| Angela Lansbury        | Dear World                         | Countess Aurelia                              | [ 15 ]   |      |
| Maria Karnilova        | Zorba                              | Madame Hortense                               | [ 15 ]   |      |
| Dorothy Loudon         | The Fig Leaves Are Falling         | Lillian Stone                                 | [ 15 ]   |      |
| Jill O'Hara            | Promises, Promises                 | Fran Kubelik                                  | [ 15 ]   |      |

### Anii 1970
| An                 | Actriță                                        | Musical                       | Rol(uri) | Ref. |
| ------------------ | ---------------------------------------------- | ----------------------------- | -------- | ---- |
| 1970 (24th)        |                                                |                               |          |      |
| Lauren Bacall      | Applause                                       | Margo Channing                | [ 16 ]   |      |
| Katharine Hepburn  | Coco                                           | Coco Chanel                   | [ 16 ]   |      |
| Dilys Watling      | Georgy                                         | Georgina "Georgy" Parkin      | [ 16 ]   |      |
| 1971 (25th)        |                                                |                               | [ 16 ]   |      |
| Helen Gallagher    | No, No, Nanette                                | Lucille Early                 | [ 17 ]   |      |
| Susan Browning     | Company                                        | April                         | [ 17 ]   |      |
| Sandy Duncan       | The Boy Friend                                 | Maisie                        | [ 17 ]   |      |
| Elaine Stritch     | Company                                        | Joanne                        | [ 17 ]   |      |
| 1972 (26th)        |                                                |                               | [ 17 ]   |      |
| Alexis Smith       | Follies                                        | Phyllis Rogers Stone          | [ 18 ]   |      |
| Jonelle Allen      | Two Gentlemen of Verona                        | Silvia                        | [ 18 ]   |      |
| Dorothy Collins    | Follies                                        | Sally Durant Plummer          | [ 18 ]   |      |
| Mildred Natwick    | 70, Girls, 70                                  | Ida Dodd                      | [ 18 ]   |      |
| 1973 (27th)        |                                                |                               | [ 18 ]   |      |
| Glynis Johns       | A Little Night Music                           | Desiree Armfeldt              | [ 19 ]   |      |
| Leland Palmer      | Pippin                                         | Fastrada                      | [ 19 ]   |      |
| Debbie Reynolds    | Irene                                          | Irene O'Dare                  | [ 19 ]   |      |
| Marcia Rodd        | Shelter                                        | Maud                          | [ 19 ]   |      |
| 1974 (28th)        |                                                |                               | [ 19 ]   |      |
| Virginia Capers    | Raisin                                         | Lena Younger                  | [ 20 ]   |      |
| Carol Channing     | Lorelei                                        | Lorelei Lee                   | [ 20 ]   |      |
| Michele Lee        | Seesaw                                         | Gittel Mosca                  | [ 20 ]   |      |
| 1975 (29th)        |                                                |                               | [ 20 ]   |      |
| Angela Lansbury    | Gypsy                                          | Rose                          | [ 21 ]   |      |
| Lola Falana        | Doctor Jazz                                    | Edna Mae Sheridan             | [ 21 ]   |      |
| Bernadette Peters  | Mack & Mabel                                   | Mabel Normand                 | [ 21 ]   |      |
| Ann Reinking       | Goodtime Charley                               | Joan of Arc                   | [ 21 ]   |      |
| 1976 (30th)        |                                                |                               | [ 21 ]   |      |
| Donna McKechnie    | A Chorus Line                                  | Cassie Ferguson               | [ 22 ]   |      |
| Vivian Reed        | Bubbling Brown Sugar                           | Marsha / Young Irene          | [ 22 ]   |      |
| Chita Rivera       | Chicago                                        | Velma Kelly                   | [ 22 ]   |      |
| Gwen Verdon        | Chicago                                        | Roxie Hart                    | [ 22 ]   |      |
| 1977 (31st)        |                                                |                               | [ 22 ]   |      |
| Dorothy Loudon     | Annie                                          | Miss Hannigan                 | [ 23 ]   |      |
| Clamma Dale        | Porgy and Bess                                 | Bess                          | [ 23 ]   |      |
| Ernestine Jackson  | Guys and Dolls                                 | Sarah Brown                   | [ 23 ]   |      |
| Andrea McArdle     | Annie                                          | Annie                         | [ 23 ]   |      |
| 1978 (32nd)        |                                                |                               | [ 23 ]   |      |
| Liza Minnelli      | The Act                                        | Michelle Craig                | [ 24 ]   |      |
| Madeline Kahn      | On the Twentieth Century                       | Lily Garland / Mildred Plotka | [ 24 ]   |      |
| Eartha Kitt        | Timbuktu!                                      | Shaleem La Lume               | [ 24 ]   |      |
| Frances Sternhagen | Angel                                          | Eliza Gant                    | [ 24 ]   |      |
| 1979 (33rd)        |                                                |                               | [ 24 ]   |      |
| Angela Lansbury    | Sweeney Todd: The Demon Barber of Fleet Street | Mrs. Lovett                   | [ 25 ]   |      |
| Tovah Feldshuh     | Saravá                                         | Dona Flor                     | [ 25 ]   |      |
| Dorothy Loudon     | Ballroom                                       | Bea Asher                     | [ 25 ]   |      |
| Alexis Smith       | Platinum                                       | Lila Halliday                 | [ 25 ]   |      |

### Anii 1980
| An                  | Actriță                        | Musical                               | Rol(uri)       | Ref.   |
| ------------------- | ------------------------------ | ------------------------------------- | -------------- | ------ |
| 1980 (34th)         |                                |                                       |                |        |
| Patti LuPone        | Evita                          | Eva Perón                             | [ 26 ]         |        |
| Christine Andreas   | Oklahoma!                      | Laurey Williams                       | [ 26 ]         |        |
| Sandy Duncan        | Peter Pan                      | Peter Pan                             | [ 26 ]         |        |
| Ann Miller          | Sugar Babies                   | Ann                                   | [ 26 ]         |        |
| 1981 (35th)         |                                |                                       | [ 26 ]         |        |
| Lauren Bacall       | Woman of the Year              | Tess Harding                          | [ 27 ]         |        |
| Meg Bussert         | Brigadoon                      | Fiona MacLaren                        | [ 27 ]         |        |
| Chita Rivera        | Bring Back Birdie              | Rosie Alvarez                         | [ 27 ]         |        |
| Linda Ronstadt      | The Pirates of Penzance        | Mabel                                 | [ 27 ]         |        |
| 1982 (36th)         |                                |                                       | [ 27 ]         |        |
| Jennifer Holliday   | Dreamgirls                     | Effie White                           | [ 28 ]         |        |
| Lisa Mordente       | Marlowe                        | Emelia Bossano                        | [ 28 ]         |        |
| Mary Gordon Murray  | Little Me                      | Maybelle Schlumpfert / Belle Poitrine | [ 28 ]         |        |
| Sheryl Lee Ralph    | Dreamgirls                     | Deena Jones                           | [ 28 ]         |        |
| 1983 (37th)         |                                |                                       | [ 28 ]         |        |
| Natalia Makarova    | On Your Toes                   | Vera Barnova                          | [ 29 ]         |        |
| Lonette McKee       | Show Boat                      | Julie La Verne                        | [ 29 ]         |        |
| Chita Rivera        | Merlin                         | The Queen                             | [ 29 ]         |        |
| Twiggy              | My One and Only                | Edith Herbert                         | [ 29 ]         |        |
| 1984 (38th)         |                                |                                       | [ 29 ]         |        |
| Chita Rivera        | The Rink                       | Anna                                  | [ 30 ]         |        |
| Rhetta Hughes       | Amen Corner                    | Sister Margaret Alexander             | [ 30 ]         |        |
| Liza Minnelli       | The Rink                       | Angel                                 | [ 30 ]         |        |
| Bernadette Peters   | Sunday in the Park with George | Dot / Marie                           | [ 30 ]         |        |
| 1985 (39th)         | Nu s-a acordat                 | Nu s-a acordat                        | Nu s-a acordat | [ 31 ] |
| 1986 (40th)         |                                |                                       |                |        |
| Bernadette Peters   | Song and Dance                 | Emma                                  | [ 32 ]         |        |
| Debbie Allen        | Sweet Charity                  | Charity Hope Valentine                | [ 32 ]         |        |
| Cleo Laine          | The Mystery of Edwin Drood     | Angela Prysock / The Princess Puffer  | [ 32 ]         |        |
| Chita Rivera        | Jerry's Girls                  | Various Characters                    | [ 32 ]         |        |
| 1987 (41st)         |                                |                                       | [ 32 ]         |        |
| Maryann Plunkett    | Me and My Girl                 | Sally Smith                           | [ 33 ]         |        |
| Catherine Cox       | Oh, Coward!                    | Various Characters                    | [ 33 ]         |        |
| Teresa Stratas      | Rags                           | Rebecca Hershkowitz                   | [ 33 ]         |        |
| 1988 (42nd)         |                                |                                       | [ 33 ]         |        |
| Joanna Gleason      | Into the Woods                 | The Baker's Wife                      | [ 34 ]         |        |
| Alison Fraser       | Romance/Romance                | Josefine Weninger / Monica            | [ 34 ]         |        |
| Judy Kuhn           | Chess                          | Florence Vassy                        | [ 34 ]         |        |
| Patti LuPone        | Anything Goes                  | Reno Sweeney                          | [ 34 ]         |        |
| 1989 (43rd)         |                                |                                       | [ 34 ]         |        |
| Ruth Brown          | Black and Blue                 | Various Characters                    | [ 35 ]         |        |
| Charlotte d'Amboise | Jerome Robbins' Broadway       | Anita / Peter Pan / Company           | [ 35 ]         |        |
| Linda Hopkins       | Black and Blue                 | Various Characters                    | [ 35 ]         |        |
| Sharon McNight      | Starmites                      | Diva / Mother                         | [ 35 ]         |        |

### Anii 1990
| An                                  | Actriță                                        | Musical                                 | Rol(uri) | Ref. |
| ----------------------------------- | ---------------------------------------------- | --------------------------------------- | -------- | ---- |
| 1990 (44th)                         |                                                |                                         |          |      |
| Tyne Daly                           | Gypsy                                          | Rose                                    | [ 36 ]   |      |
| Georgia Brown                       | The Threepenny Opera                           | Celia Peachum                           | [ 36 ]   |      |
| Beth Fowler                         | Sweeney Todd: The Demon Barber of Fleet Street | Mrs. Lovett                             | [ 36 ]   |      |
| Liliane Montevecchi                 | Grand Hotel                                    | Elizaveta Grushinskaya                  | [ 36 ]   |      |
| 1991 (45th)                         |                                                |                                         | [ 36 ]   |      |
| Lea Salonga                         | Miss Saigon                                    | Kim                                     | [ 37 ]   |      |
| June Angela                         | Shōgun: The Musical                            | Lady Mariko                             | [ 37 ]   |      |
| Dee Hoty                            | The Will Rogers Follies                        | Betty Blake                             | [ 37 ]   |      |
| Cathy Rigby                         | Peter Pan                                      | Peter Pan                               | [ 37 ]   |      |
| 1992 (46th)                         |                                                |                                         | [ 37 ]   |      |
| Faith Prince                        | Guys and Dolls                                 | Miss Adelaide                           | [ 38 ]   |      |
| Jodi Benson                         | Crazy for You                                  | Polly Baker                             | [ 38 ]   |      |
| Josie de Guzman                     | Guys and Dolls                                 | Sarah Brown                             | [ 38 ]   |      |
| Sophie Hayden                       | The Most Happy Fella                           | Rosabella                               | [ 38 ]   |      |
| 1993 (47th)                         |                                                |                                         | [ 38 ]   |      |
| Chita Rivera                        | Kiss of the Spider Woman                       | Aurora / Spider Woman                   | [ 39 ]   |      |
| Ann Crumb                           | Anna Karenina                                  | Anna Karenina                           | [ 39 ]   |      |
| Stephanie Lawrence                  | Blood Brothers                                 | Mrs. Johnstone                          | [ 39 ]   |      |
| Bernadette Peters                   | The Goodbye Girl                               | Paula McFadden                          | [ 39 ]   |      |
| 1994 (48th)                         |                                                |                                         | [ 39 ]   |      |
| Donna Murphy                        | Passion                                        | Fosca                                   | [ 40 ]   |      |
| Susan Egan                          | Beauty and the Beast                           | Belle                                   | [ 40 ]   |      |
| Dee Hoty                            | The Best Little Whorehouse Goes Public         | Mona Stangley                           | [ 40 ]   |      |
| Judy Kuhn                           | She Loves Me                                   | Amalia Balash                           | [ 40 ]   |      |
| 1995 (49th)                         |                                                |                                         | [ 40 ]   |      |
| Glenn Close                         | Sunset Boulevard                               | Norma Desmond                           | [ 41 ]   |      |
| Rebecca Luker                       | Show Boat                                      | Magnolia Hawks                          | [ 41 ]   |      |
| 1996 (50th)                         |                                                |                                         | [ 41 ]   |      |
| Donna Murphy                        | The King and I                                 | Anna Leonowens                          | [ 42 ]   |      |
| Julie Andrews (nomination declined) | Victor/Victoria                                | Victoria Grant / Count Victor Grazinski | [ 42 ]   |      |
| Crista Moore                        | Big: The Musical                               | Susan Lawrence                          | [ 42 ]   |      |
| Daphne Rubin-Vega                   | Rent                                           | Mimi Marquez                            | [ 42 ]   |      |
| 1997 (51st)                         |                                                |                                         | [ 42 ]   |      |
| Bebe Neuwirth                       | Chicago                                        | Velma Kelly                             | [ 44 ]   |      |
| Pamela Isaacs                       | The Life                                       | Queen                                   | [ 44 ]   |      |
| Tonya Pinkins                       | Play On                                        | Lady Liv                                | [ 44 ]   |      |
| Karen Ziemba                        | Steel Pier                                     | Rita Racine                             | [ 44 ]   |      |
| 1998 (52nd)                         |                                                |                                         | [ 44 ]   |      |
| Natasha Richardson                  | Cabaret                                        | Sally Bowles                            | [ 45 ]   |      |
| Betty Buckley                       | Triumph of Love                                | Hesione                                 | [ 45 ]   |      |
| Marin Mazzie                        | Ragtime                                        | Mother                                  | [ 45 ]   |      |
| Alice Ripley & Emily Skinner        | Side Show                                      | Violet and Daisy Hilton                 | [ 45 ]   |      |
| 1999 (53rd)                         |                                                |                                         | [ 45 ]   |      |
| Bernadette Peters                   | Annie Get Your Gun                             | Annie Oakley                            | [ 46 ]   |      |
| Carolee Carmello                    | Parade                                         | Lucille Frank                           | [ 46 ]   |      |
| Dee Hoty                            | Footloose                                      | Vi Moore                                | [ 46 ]   |      |
| Siân Phillips                       | Marlene                                        | Marlene Dietrich                        | [ 46 ]   |      |

### Anii 2000
| An                          | Actriță                                        | Musical                                | Rol(uri) | Ref. |
| --------------------------- | ---------------------------------------------- | -------------------------------------- | -------- | ---- |
| 2000 (54th)                 |                                                |                                        |          |      |
| Heather Headley             | Aida                                           | Aida                                   | [ 47 ]   |      |
| Toni Collette               | The Wild Party                                 | Queenie                                | [ 47 ]   |      |
| Rebecca Luker               | The Music Man                                  | Marian Paroo                           | [ 47 ]   |      |
| Marin Mazzie                | Kiss Me, Kate                                  | Lilli Vanessi / Katharine              | [ 47 ]   |      |
| Audra McDonald              | Marie Christine                                | Marie Christine L'Adrese               | [ 47 ]   |      |
| 2001 (55th)                 |                                                |                                        | [ 47 ]   |      |
| Christine Ebersole          | 42nd Street                                    | Dorothy Brock                          | [ 48 ]   |      |
| Blythe Danner               | Follies                                        | Phyllis Rogers Stone                   | [ 48 ]   |      |
| Randy Graff                 | A Class Act                                    | Sophie                                 | [ 48 ]   |      |
| Faith Prince                | Bells Are Ringing                              | Ella Peterson                          | [ 48 ]   |      |
| Marla Schaffel              | Jane Eyre                                      | Jane Eyre                              | [ 48 ]   |      |
| 2002 (56th)                 |                                                |                                        | [ 48 ]   |      |
| Sutton Foster               | Thoroughly Modern Millie                       | Millie Dillmount                       | [ 49 ]   |      |
| Louise Pitre                | Mamma Mia!                                     | Donna Sheridan                         | [ 49 ]   |      |
| Nancy Opel                  | Urinetown                                      | Penelope Pennywise                     | [ 49 ]   |      |
| Jennifer Laura Thompson     | Urinetown                                      | Hope Cladwell                          | [ 49 ]   |      |
| Vanessa Williams            | Into the Woods                                 | The Witch                              | [ 49 ]   |      |
| 2003 (57th)                 |                                                |                                        | [ 49 ]   |      |
| Marissa Jaret Winokur       | Hairspray                                      | Tracy Turnblad                         | [ 50 ]   |      |
| Melissa Errico              | Amour                                          | Isabella                               | [ 50 ]   |      |
| Mary Elizabeth Mastrantonio | Man of La Mancha                               | Aldonza / Dulcinea                     | [ 50 ]   |      |
| Elizabeth Parkinson         | Movin' Out                                     | Brenda                                 | [ 50 ]   |      |
| Bernadette Peters           | Gypsy                                          | Rose                                   | [ 50 ]   |      |
| 2004 (58th)                 |                                                |                                        | [ 50 ]   |      |
| Idina Menzel                | Wicked                                         | Elphaba                                | [ 51 ]   |      |
| Kristin Chenoweth           | Wicked                                         | Glinda                                 | [ 51 ]   |      |
| Stephanie D'Abruzzo         | Avenue Q                                       | Kate Monster / Lucy the Slut / Company | [ 51 ]   |      |
| Donna Murphy                | Wonderful Town                                 | Ruth Sherwood                          | [ 51 ]   |      |
| Tonya Pinkins               | Caroline, or Change                            | Caroline Thibodeaux                    | [ 51 ]   |      |
| 2005 (59th)                 |                                                |                                        | [ 51 ]   |      |
| Victoria Clark              | The Light in the Piazza                        | Margaret Johnson                       | [ 52 ]   |      |
| Christina Applegate         | Sweet Charity                                  | Charity Hope Valentine                 | [ 52 ]   |      |
| Erin Dilly                  | Chitty Chitty Bang Bang                        | Truly Scrumptious                      | [ 52 ]   |      |
| Sutton Foster               | Little Women                                   | Josephine 'Jo' March                   | [ 52 ]   |      |
| Sherie Rene Scott           | Dirty Rotten Scoundrels                        | Christine Colgate                      | [ 52 ]   |      |
| 2006 (60th)                 |                                                |                                        | [ 52 ]   |      |
| LaChanze                    | The Color Purple                               | Celie Harris Johnson                   | [ 53 ]   |      |
| Sutton Foster               | The Drowsy Chaperone                           | Janet Van De Graaff                    | [ 53 ]   |      |
| Patti LuPone                | Sweeney Todd: The Demon Barber of Fleet Street | Mrs. Lovett                            | [ 53 ]   |      |
| Kelli O'Hara                | The Pajama Game                                | Catherine 'Babe' Williams              | [ 53 ]   |      |
| Chita Rivera                | Chita Rivera: The Dancer's Life                | Chita Rivera                           | [ 53 ]   |      |
| 2007 (61st)                 |                                                |                                        | [ 53 ]   |      |
| Christine Ebersole          | Grey Gardens                                   | 'Little Edie' Beale                    | [ 54 ]   |      |
| Laura Bell Bundy            | Legally Blonde                                 | Elle Woods                             | [ 54 ]   |      |
| Audra McDonald              | 110 in the Shade                               | Lizzie Curry                           | [ 54 ]   |      |
| Debra Monk                  | Curtains                                       | Carmen Bernstein                       | [ 54 ]   |      |
| Donna Murphy                | LoveMusik                                      | Lotte Lenya                            | [ 54 ]   |      |
| 2008 (62nd)                 |                                                |                                        | [ 54 ]   |      |
| Patti LuPone                | Gypsy                                          | Rose                                   | [ 55 ]   |      |
| Kerry Butler                | Xanadu                                         | Kira / Clio                            | [ 55 ]   |      |
| Kelli O'Hara                | South Pacific                                  | Ensign Nellie Forbush                  | [ 55 ]   |      |
| Faith Prince                | A Catered Affair                               | Agnes 'Aggie' Hurley                   | [ 55 ]   |      |
| Jenna Russell               | Sunday in the Park with George                 | Dot / Marie                            | [ 55 ]   |      |
| 2009 (63rd)                 |                                                |                                        | [ 55 ]   |      |
| Alice Ripley                | Next to Normal                                 | Diana Goodman                          | [ 56 ]   |      |
| Stockard Channing           | Pal Joey                                       | Vera Simpson                           | [ 56 ]   |      |
| Sutton Foster               | Shrek the Musical                              | Princess Fiona                         | [ 56 ]   |      |
| Allison Janney              | 9 to 5                                         | Violet Newstead                        | [ 56 ]   |      |
| Josefina Scaglione          | West Side Story                                | Maria                                  | [ 56 ]   |      |

### Anii 2010
| An                   | Actriță                                   | Musical                          | Rol(uri) | Ref. |
| -------------------- | ----------------------------------------- | -------------------------------- | -------- | ---- |
| 2010 (64th)          |                                           |                                  |          |      |
| Catherine Zeta-Jones | A Little Night Music                      | Desiree Armfeldt                 | [ 57 ]   |      |
| Kate Baldwin         | Finian's Rainbow                          | Sharon McLonergan                | [ 57 ]   |      |
| Montego Glover       | Memphis                                   | Felicia Farrell                  | [ 57 ]   |      |
| Christiane Noll      | Ragtime                                   | Mother                           | [ 57 ]   |      |
| Sherie Rene Scott    | Everyday Rapture                          | Sherie Rene Scott                | [ 57 ]   |      |
| 2011 (65th)          |                                           |                                  | [ 57 ]   |      |
| Sutton Foster        | Anything Goes                             | Reno Sweeney                     | [ 58 ]   |      |
| Beth Leavel          | Baby It's You!                            | Florence Greenberg               | [ 58 ]   |      |
| Patina Miller        | Sister Act                                | Deloris Van Cartier              | [ 58 ]   |      |
| Donna Murphy         | The People in the Picture                 | Bubbie / Raisel                  | [ 58 ]   |      |
| 2012 (66th)          |                                           |                                  | [ 58 ]   |      |
| Audra McDonald       | Porgy and Bess                            | Bess                             | [ 59 ]   |      |
| Jan Maxwell          | Follies                                   | Phyllis Rogers Stone             | [ 59 ]   |      |
| Cristin Milioti      | Once                                      | Girl                             | [ 59 ]   |      |
| Kelli O'Hara         | Nice Work If You Can Get It               | Billie Bendix                    | [ 59 ]   |      |
| Laura Osnes          | Bonnie and Clyde                          | Bonnie Parker                    | [ 59 ]   |      |
| 2013 (67th)          |                                           |                                  | [ 59 ]   |      |
| Patina Miller        | Pippin                                    | The Leading Player               | [ 60 ]   |      |
| Stephanie J. Block   | The Mystery of Edwin Drood                | Edwin Drood / Miss Alice Nutting | [ 60 ]   |      |
| Carolee Carmello     | Scandalous                                | Aimee Semple McPherson           | [ 60 ]   |      |
| Valisia LeKae        | Motown: The Musical                       | Diana Ross                       | [ 60 ]   |      |
| Laura Osnes          | Rodgers + Hammerstein's Cinderella        | Ella                             | [ 60 ]   |      |
| 2014 (68th)          |                                           |                                  | [ 60 ]   |      |
| Jessie Mueller       | Beautiful: The Carole King Musical        | Carole King                      | [ 61 ]   |      |
| Mary Bridget Davies  | A Night with Janis Joplin                 | Janis Joplin                     | [ 61 ]   |      |
| Sutton Foster        | Violet                                    | Violet Karl                      | [ 61 ]   |      |
| Idina Menzel         | If/Then                                   | Elizabeth Vaughan                | [ 61 ]   |      |
| Kelli O'Hara         | The Bridges of Madison County             | Francesca Johnson                | [ 61 ]   |      |
| 2015 (69th)          |                                           |                                  | [ 61 ]   |      |
| Kelli O'Hara         | The King and I                            | Anna Leonowens                   | [ 62 ]   |      |
| Kristin Chenoweth    | On the Twentieth Century                  | Lily Garland / Mildred Plotka    | [ 62 ]   |      |
| Leanne Cope          | An American in Paris                      | Lise Dassin                      | [ 62 ]   |      |
| Beth Malone          | Fun Home                                  | Alison Bechdel                   | [ 62 ]   |      |
| Chita Rivera         | The Visit                                 | Claire Zachanassian              | [ 62 ]   |      |
| 2016 (70th)          |                                           |                                  | [ 62 ]   |      |
| Cynthia Erivo        | The Color Purple                          | Celie Harris Johnson             | [ 63 ]   |      |
| Laura Benanti        | She Loves Me                              | Amalia Balash                    | [ 63 ]   |      |
| Carmen Cusack        | Bright Star                               | Alice Murphy                     | [ 63 ]   |      |
| Jessie Mueller       | Waitress                                  | Jenna Hunterson                  | [ 63 ]   |      |
| Phillipa Soo         | Hamilton                                  | Eliza Hamilton                   | [ 63 ]   |      |
| 2017 (71st)          |                                           |                                  | [ 63 ]   |      |
| Bette Midler         | Hello, Dolly!                             | Dolly Gallagher Levi             | [ 64 ]   |      |
| Denée Benton         | Natasha, Pierre & The Great Comet of 1812 | Natasha Rostova                  | [ 64 ]   |      |
| Christine Ebersole   | War Paint                                 | Elizabeth Arden                  | [ 64 ]   |      |
| Patti LuPone         | War Paint                                 | Helena Rubinstein                | [ 64 ]   |      |
| Eva Noblezada        | Miss Saigon                               | Kim                              | [ 64 ]   |      |
| 2018 (72nd)          |                                           |                                  | [ 64 ]   |      |
| Katrina Lenk         | The Band's Visit                          | Dina                             | [ 65 ]   |      |
| Lauren Ambrose       | My Fair Lady                              | Eliza Doolittle                  | [ 65 ]   |      |
| Hailey Kilgore       | Once on This Island                       | Ti Moune                         | [ 65 ]   |      |
| LaChanze             | Summer: The Donna Summer Musical          | Diva Donna / Mary Gaines         | [ 65 ]   |      |
| Taylor Louderman     | Mean Girls                                | Regina George                    | [ 65 ]   |      |
| Jessie Mueller       | Carousel                                  | Julie Jordan                     | [ 65 ]   |      |
| 2019 (73rd)          |                                           |                                  | [ 65 ]   |      |
| Stephanie J. Block   | The Cher Show                             | Star                             | [ 66 ]   |      |
| Caitlin Kinnunen     | The Prom                                  | Emma Nolan                       | [ 66 ]   |      |
| Beth Leavel          | The Prom                                  | Dee Dee Allen                    | [ 66 ]   |      |
| Eva Noblezada        | Hadestown                                 | Eurydice                         | [ 66 ]   |      |
| Kelli O'Hara         | Kiss Me, Kate                             | Lilli Vanessi / Katharine        | [ 66 ]   |      |

### Anii 2020
| An                 | Actriță                                        | Musical                         | Rol(uri) | Ref. |
| ------------------ | ---------------------------------------------- | ------------------------------- | -------- | ---- |
| 2020 (74th)        |                                                |                                 |          |      |
| Adrienne Warren    | Tina                                           | Tina Turner                     | [ 67 ]   |      |
| Karen Olivo        | Moulin Rouge!                                  | Satine                          | [ 67 ]   |      |
| Elizabeth Stanley  | Jagged Little Pill                             | Mary Jane Healy                 | [ 67 ]   |      |
| 2022 (75th)        |                                                |                                 |          |      |
| Joaquina Kalukango | Paradise Square                                | Annabelle "Nelly" Freeman       | [ 68 ]   |      |
| Sharon D. Clarke   | Caroline, or Change                            | Caroline Thibodeaux             | [ 68 ]   |      |
| Carmen Cusack      | Flying Over Sunset                             | Clare Boothe Luce               | [ 68 ]   |      |
| Sutton Foster      | The Music Man                                  | Marian Paroo                    | [ 68 ]   |      |
| Mare Winningham    | Girl from the North Country                    | Elizabeth Laine                 | [ 68 ]   |      |
| 2023 (76th)        |                                                |                                 | [ 68 ]   |      |
| Victoria Clark     | Kimberly Akimbo                                | Kimberly Levaco                 | [ 69 ]   |      |
| Annaleigh Ashford  | Sweeney Todd: The Demon Barber of Fleet Street | Mrs. Lovett                     | [ 69 ]   |      |
| Sara Bareilles     | Into the Woods                                 | The Baker's Wife                | [ 69 ]   |      |
| Lorna Courtney     | & Juliet                                       | Juliet                          | [ 69 ]   |      |
| Micaela Diamond    | Parade                                         | Lucille Frank                   | [ 69 ]   |      |
| 2024 (77th)        |                                                |                                 |          |      |
| Maleah Joi Moon    | Hell's Kitchen                                 | Ali                             | [ 70 ]   |      |
| Eden Espinosa      | Lempicka                                       | Tamara de Lempicka              | [ 70 ]   |      |
| Kelli O'Hara       | Days of Wine and Roses                         | Kirsten Arnesen-Clay            | [ 70 ]   |      |
| Maryann Plunkett   | The Notebook                                   | Allison "Allie" Calhoun (older) | [ 70 ]   |      |
| Gayle Rankin       | Cabaret at the Kit Kat Club                    | Sally Bowles                    | [ 70 ]   |      |